# Quadrato del pedone
|   | a | b | c | d | e | f | g | h |   |
| 8 | d8 cerchio bianco · e8 cerchio bianco · f8 cerchio bianco · g8 cerchio bianco · h8 re del nero · d7 cerchio bianco · e7 cerchio bianco · f7 cerchio bianco · g7 cerchio bianco · d6 cerchio bianco · e6 cerchio bianco · f6 cerchio bianco · g6 cerchio bianco · d5 pedone del bianco · e5 cerchio bianco · f5 cerchio bianco · g5 cerchio bianco · h1 re del bianco | d8 cerchio bianco · e8 cerchio bianco · f8 cerchio bianco · g8 cerchio bianco · h8 re del nero · d7 cerchio bianco · e7 cerchio bianco · f7 cerchio bianco · g7 cerchio bianco · d6 cerchio bianco · e6 cerchio bianco · f6 cerchio bianco · g6 cerchio bianco · d5 pedone del bianco · e5 cerchio bianco · f5 cerchio bianco · g5 cerchio bianco · h1 re del bianco | d8 cerchio bianco · e8 cerchio bianco · f8 cerchio bianco · g8 cerchio bianco · h8 re del nero · d7 cerchio bianco · e7 cerchio bianco · f7 cerchio bianco · g7 cerchio bianco · d6 cerchio bianco · e6 cerchio bianco · f6 cerchio bianco · g6 cerchio bianco · d5 pedone del bianco · e5 cerchio bianco · f5 cerchio bianco · g5 cerchio bianco · h1 re del bianco | d8 cerchio bianco · e8 cerchio bianco · f8 cerchio bianco · g8 cerchio bianco · h8 re del nero · d7 cerchio bianco · e7 cerchio bianco · f7 cerchio bianco · g7 cerchio bianco · d6 cerchio bianco · e6 cerchio bianco · f6 cerchio bianco · g6 cerchio bianco · d5 pedone del bianco · e5 cerchio bianco · f5 cerchio bianco · g5 cerchio bianco · h1 re del bianco | d8 cerchio bianco · e8 cerchio bianco · f8 cerchio bianco · g8 cerchio bianco · h8 re del nero · d7 cerchio bianco · e7 cerchio bianco · f7 cerchio bianco · g7 cerchio bianco · d6 cerchio bianco · e6 cerchio bianco · f6 cerchio bianco · g6 cerchio bianco · d5 pedone del bianco · e5 cerchio bianco · f5 cerchio bianco · g5 cerchio bianco · h1 re del bianco | d8 cerchio bianco · e8 cerchio bianco · f8 cerchio bianco · g8 cerchio bianco · h8 re del nero · d7 cerchio bianco · e7 cerchio bianco · f7 cerchio bianco · g7 cerchio bianco · d6 cerchio bianco · e6 cerchio bianco · f6 cerchio bianco · g6 cerchio bianco · d5 pedone del bianco · e5 cerchio bianco · f5 cerchio bianco · g5 cerchio bianco · h1 re del bianco | d8 cerchio bianco · e8 cerchio bianco · f8 cerchio bianco · g8 cerchio bianco · h8 re del nero · d7 cerchio bianco · e7 cerchio bianco · f7 cerchio bianco · g7 cerchio bianco · d6 cerchio bianco · e6 cerchio bianco · f6 cerchio bianco · g6 cerchio bianco · d5 pedone del bianco · e5 cerchio bianco · f5 cerchio bianco · g5 cerchio bianco · h1 re del bianco | d8 cerchio bianco · e8 cerchio bianco · f8 cerchio bianco · g8 cerchio bianco · h8 re del nero · d7 cerchio bianco · e7 cerchio bianco · f7 cerchio bianco · g7 cerchio bianco · d6 cerchio bianco · e6 cerchio bianco · f6 cerchio bianco · g6 cerchio bianco · d5 pedone del bianco · e5 cerchio bianco · f5 cerchio bianco · g5 cerchio bianco · h1 re del bianco | 8 |
| 7 | d8 cerchio bianco · e8 cerchio bianco · f8 cerchio bianco · g8 cerchio bianco · h8 re del nero · d7 cerchio bianco · e7 cerchio bianco · f7 cerchio bianco · g7 cerchio bianco · d6 cerchio bianco · e6 cerchio bianco · f6 cerchio bianco · g6 cerchio bianco · d5 pedone del bianco · e5 cerchio bianco · f5 cerchio bianco · g5 cerchio bianco · h1 re del bianco | d8 cerchio bianco · e8 cerchio bianco · f8 cerchio bianco · g8 cerchio bianco · h8 re del nero · d7 cerchio bianco · e7 cerchio bianco · f7 cerchio bianco · g7 cerchio bianco · d6 cerchio bianco · e6 cerchio bianco · f6 cerchio bianco · g6 cerchio bianco · d5 pedone del bianco · e5 cerchio bianco · f5 cerchio bianco · g5 cerchio bianco · h1 re del bianco | d8 cerchio bianco · e8 cerchio bianco · f8 cerchio bianco · g8 cerchio bianco · h8 re del nero · d7 cerchio bianco · e7 cerchio bianco · f7 cerchio bianco · g7 cerchio bianco · d6 cerchio bianco · e6 cerchio bianco · f6 cerchio bianco · g6 cerchio bianco · d5 pedone del bianco · e5 cerchio bianco · f5 cerchio bianco · g5 cerchio bianco · h1 re del bianco | d8 cerchio bianco · e8 cerchio bianco · f8 cerchio bianco · g8 cerchio bianco · h8 re del nero · d7 cerchio bianco · e7 cerchio bianco · f7 cerchio bianco · g7 cerchio bianco · d6 cerchio bianco · e6 cerchio bianco · f6 cerchio bianco · g6 cerchio bianco · d5 pedone del bianco · e5 cerchio bianco · f5 cerchio bianco · g5 cerchio bianco · h1 re del bianco | d8 cerchio bianco · e8 cerchio bianco · f8 cerchio bianco · g8 cerchio bianco · h8 re del nero · d7 cerchio bianco · e7 cerchio bianco · f7 cerchio bianco · g7 cerchio bianco · d6 cerchio bianco · e6 cerchio bianco · f6 cerchio bianco · g6 cerchio bianco · d5 pedone del bianco · e5 cerchio bianco · f5 cerchio bianco · g5 cerchio bianco · h1 re del bianco | d8 cerchio bianco · e8 cerchio bianco · f8 cerchio bianco · g8 cerchio bianco · h8 re del nero · d7 cerchio bianco · e7 cerchio bianco · f7 cerchio bianco · g7 cerchio bianco · d6 cerchio bianco · e6 cerchio bianco · f6 cerchio bianco · g6 cerchio bianco · d5 pedone del bianco · e5 cerchio bianco · f5 cerchio bianco · g5 cerchio bianco · h1 re del bianco | d8 cerchio bianco · e8 cerchio bianco · f8 cerchio bianco · g8 cerchio bianco · h8 re del nero · d7 cerchio bianco · e7 cerchio bianco · f7 cerchio bianco · g7 cerchio bianco · d6 cerchio bianco · e6 cerchio bianco · f6 cerchio bianco · g6 cerchio bianco · d5 pedone del bianco · e5 cerchio bianco · f5 cerchio bianco · g5 cerchio bianco · h1 re del bianco | d8 cerchio bianco · e8 cerchio bianco · f8 cerchio bianco · g8 cerchio bianco · h8 re del nero · d7 cerchio bianco · e7 cerchio bianco · f7 cerchio bianco · g7 cerchio bianco · d6 cerchio bianco · e6 cerchio bianco · f6 cerchio bianco · g6 cerchio bianco · d5 pedone del bianco · e5 cerchio bianco · f5 cerchio bianco · g5 cerchio bianco · h1 re del bianco | 7 |
| 6 | d8 cerchio bianco · e8 cerchio bianco · f8 cerchio bianco · g8 cerchio bianco · h8 re del nero · d7 cerchio bianco · e7 cerchio bianco · f7 cerchio bianco · g7 cerchio bianco · d6 cerchio bianco · e6 cerchio bianco · f6 cerchio bianco · g6 cerchio bianco · d5 pedone del bianco · e5 cerchio bianco · f5 cerchio bianco · g5 cerchio bianco · h1 re del bianco | d8 cerchio bianco · e8 cerchio bianco · f8 cerchio bianco · g8 cerchio bianco · h8 re del nero · d7 cerchio bianco · e7 cerchio bianco · f7 cerchio bianco · g7 cerchio bianco · d6 cerchio bianco · e6 cerchio bianco · f6 cerchio bianco · g6 cerchio bianco · d5 pedone del bianco · e5 cerchio bianco · f5 cerchio bianco · g5 cerchio bianco · h1 re del bianco | d8 cerchio bianco · e8 cerchio bianco · f8 cerchio bianco · g8 cerchio bianco · h8 re del nero · d7 cerchio bianco · e7 cerchio bianco · f7 cerchio bianco · g7 cerchio bianco · d6 cerchio bianco · e6 cerchio bianco · f6 cerchio bianco · g6 cerchio bianco · d5 pedone del bianco · e5 cerchio bianco · f5 cerchio bianco · g5 cerchio bianco · h1 re del bianco | d8 cerchio bianco · e8 cerchio bianco · f8 cerchio bianco · g8 cerchio bianco · h8 re del nero · d7 cerchio bianco · e7 cerchio bianco · f7 cerchio bianco · g7 cerchio bianco · d6 cerchio bianco · e6 cerchio bianco · f6 cerchio bianco · g6 cerchio bianco · d5 pedone del bianco · e5 cerchio bianco · f5 cerchio bianco · g5 cerchio bianco · h1 re del bianco | d8 cerchio bianco · e8 cerchio bianco · f8 cerchio bianco · g8 cerchio bianco · h8 re del nero · d7 cerchio bianco · e7 cerchio bianco · f7 cerchio bianco · g7 cerchio bianco · d6 cerchio bianco · e6 cerchio bianco · f6 cerchio bianco · g6 cerchio bianco · d5 pedone del bianco · e5 cerchio bianco · f5 cerchio bianco · g5 cerchio bianco · h1 re del bianco | d8 cerchio bianco · e8 cerchio bianco · f8 cerchio bianco · g8 cerchio bianco · h8 re del nero · d7 cerchio bianco · e7 cerchio bianco · f7 cerchio bianco · g7 cerchio bianco · d6 cerchio bianco · e6 cerchio bianco · f6 cerchio bianco · g6 cerchio bianco · d5 pedone del bianco · e5 cerchio bianco · f5 cerchio bianco · g5 cerchio bianco · h1 re del bianco | d8 cerchio bianco · e8 cerchio bianco · f8 cerchio bianco · g8 cerchio bianco · h8 re del nero · d7 cerchio bianco · e7 cerchio bianco · f7 cerchio bianco · g7 cerchio bianco · d6 cerchio bianco · e6 cerchio bianco · f6 cerchio bianco · g6 cerchio bianco · d5 pedone del bianco · e5 cerchio bianco · f5 cerchio bianco · g5 cerchio bianco · h1 re del bianco | d8 cerchio bianco · e8 cerchio bianco · f8 cerchio bianco · g8 cerchio bianco · h8 re del nero · d7 cerchio bianco · e7 cerchio bianco · f7 cerchio bianco · g7 cerchio bianco · d6 cerchio bianco · e6 cerchio bianco · f6 cerchio bianco · g6 cerchio bianco · d5 pedone del bianco · e5 cerchio bianco · f5 cerchio bianco · g5 cerchio bianco · h1 re del bianco | 6 |
| 5 | d8 cerchio bianco · e8 cerchio bianco · f8 cerchio bianco · g8 cerchio bianco · h8 re del nero · d7 cerchio bianco · e7 cerchio bianco · f7 cerchio bianco · g7 cerchio bianco · d6 cerchio bianco · e6 cerchio bianco · f6 cerchio bianco · g6 cerchio bianco · d5 pedone del bianco · e5 cerchio bianco · f5 cerchio bianco · g5 cerchio bianco · h1 re del bianco | d8 cerchio bianco · e8 cerchio bianco · f8 cerchio bianco · g8 cerchio bianco · h8 re del nero · d7 cerchio bianco · e7 cerchio bianco · f7 cerchio bianco · g7 cerchio bianco · d6 cerchio bianco · e6 cerchio bianco · f6 cerchio bianco · g6 cerchio bianco · d5 pedone del bianco · e5 cerchio bianco · f5 cerchio bianco · g5 cerchio bianco · h1 re del bianco | d8 cerchio bianco · e8 cerchio bianco · f8 cerchio bianco · g8 cerchio bianco · h8 re del nero · d7 cerchio bianco · e7 cerchio bianco · f7 cerchio bianco · g7 cerchio bianco · d6 cerchio bianco · e6 cerchio bianco · f6 cerchio bianco · g6 cerchio bianco · d5 pedone del bianco · e5 cerchio bianco · f5 cerchio bianco · g5 cerchio bianco · h1 re del bianco | d8 cerchio bianco · e8 cerchio bianco · f8 cerchio bianco · g8 cerchio bianco · h8 re del nero · d7 cerchio bianco · e7 cerchio bianco · f7 cerchio bianco · g7 cerchio bianco · d6 cerchio bianco · e6 cerchio bianco · f6 cerchio bianco · g6 cerchio bianco · d5 pedone del bianco · e5 cerchio bianco · f5 cerchio bianco · g5 cerchio bianco · h1 re del bianco | d8 cerchio bianco · e8 cerchio bianco · f8 cerchio bianco · g8 cerchio bianco · h8 re del nero · d7 cerchio bianco · e7 cerchio bianco · f7 cerchio bianco · g7 cerchio bianco · d6 cerchio bianco · e6 cerchio bianco · f6 cerchio bianco · g6 cerchio bianco · d5 pedone del bianco · e5 cerchio bianco · f5 cerchio bianco · g5 cerchio bianco · h1 re del bianco | d8 cerchio bianco · e8 cerchio bianco · f8 cerchio bianco · g8 cerchio bianco · h8 re del nero · d7 cerchio bianco · e7 cerchio bianco · f7 cerchio bianco · g7 cerchio bianco · d6 cerchio bianco · e6 cerchio bianco · f6 cerchio bianco · g6 cerchio bianco · d5 pedone del bianco · e5 cerchio bianco · f5 cerchio bianco · g5 cerchio bianco · h1 re del bianco | d8 cerchio bianco · e8 cerchio bianco · f8 cerchio bianco · g8 cerchio bianco · h8 re del nero · d7 cerchio bianco · e7 cerchio bianco · f7 cerchio bianco · g7 cerchio bianco · d6 cerchio bianco · e6 cerchio bianco · f6 cerchio bianco · g6 cerchio bianco · d5 pedone del bianco · e5 cerchio bianco · f5 cerchio bianco · g5 cerchio bianco · h1 re del bianco | d8 cerchio bianco · e8 cerchio bianco · f8 cerchio bianco · g8 cerchio bianco · h8 re del nero · d7 cerchio bianco · e7 cerchio bianco · f7 cerchio bianco · g7 cerchio bianco · d6 cerchio bianco · e6 cerchio bianco · f6 cerchio bianco · g6 cerchio bianco · d5 pedone del bianco · e5 cerchio bianco · f5 cerchio bianco · g5 cerchio bianco · h1 re del bianco | 5 |
| 4 | d8 cerchio bianco · e8 cerchio bianco · f8 cerchio bianco · g8 cerchio bianco · h8 re del nero · d7 cerchio bianco · e7 cerchio bianco · f7 cerchio bianco · g7 cerchio bianco · d6 cerchio bianco · e6 cerchio bianco · f6 cerchio bianco · g6 cerchio bianco · d5 pedone del bianco · e5 cerchio bianco · f5 cerchio bianco · g5 cerchio bianco · h1 re del bianco | d8 cerchio bianco · e8 cerchio bianco · f8 cerchio bianco · g8 cerchio bianco · h8 re del nero · d7 cerchio bianco · e7 cerchio bianco · f7 cerchio bianco · g7 cerchio bianco · d6 cerchio bianco · e6 cerchio bianco · f6 cerchio bianco · g6 cerchio bianco · d5 pedone del bianco · e5 cerchio bianco · f5 cerchio bianco · g5 cerchio bianco · h1 re del bianco | d8 cerchio bianco · e8 cerchio bianco · f8 cerchio bianco · g8 cerchio bianco · h8 re del nero · d7 cerchio bianco · e7 cerchio bianco · f7 cerchio bianco · g7 cerchio bianco · d6 cerchio bianco · e6 cerchio bianco · f6 cerchio bianco · g6 cerchio bianco · d5 pedone del bianco · e5 cerchio bianco · f5 cerchio bianco · g5 cerchio bianco · h1 re del bianco | d8 cerchio bianco · e8 cerchio bianco · f8 cerchio bianco · g8 cerchio bianco · h8 re del nero · d7 cerchio bianco · e7 cerchio bianco · f7 cerchio bianco · g7 cerchio bianco · d6 cerchio bianco · e6 cerchio bianco · f6 cerchio bianco · g6 cerchio bianco · d5 pedone del bianco · e5 cerchio bianco · f5 cerchio bianco · g5 cerchio bianco · h1 re del bianco | d8 cerchio bianco · e8 cerchio bianco · f8 cerchio bianco · g8 cerchio bianco · h8 re del nero · d7 cerchio bianco · e7 cerchio bianco · f7 cerchio bianco · g7 cerchio bianco · d6 cerchio bianco · e6 cerchio bianco · f6 cerchio bianco · g6 cerchio bianco · d5 pedone del bianco · e5 cerchio bianco · f5 cerchio bianco · g5 cerchio bianco · h1 re del bianco | d8 cerchio bianco · e8 cerchio bianco · f8 cerchio bianco · g8 cerchio bianco · h8 re del nero · d7 cerchio bianco · e7 cerchio bianco · f7 cerchio bianco · g7 cerchio bianco · d6 cerchio bianco · e6 cerchio bianco · f6 cerchio bianco · g6 cerchio bianco · d5 pedone del bianco · e5 cerchio bianco · f5 cerchio bianco · g5 cerchio bianco · h1 re del bianco | d8 cerchio bianco · e8 cerchio bianco · f8 cerchio bianco · g8 cerchio bianco · h8 re del nero · d7 cerchio bianco · e7 cerchio bianco · f7 cerchio bianco · g7 cerchio bianco · d6 cerchio bianco · e6 cerchio bianco · f6 cerchio bianco · g6 cerchio bianco · d5 pedone del bianco · e5 cerchio bianco · f5 cerchio bianco · g5 cerchio bianco · h1 re del bianco | d8 cerchio bianco · e8 cerchio bianco · f8 cerchio bianco · g8 cerchio bianco · h8 re del nero · d7 cerchio bianco · e7 cerchio bianco · f7 cerchio bianco · g7 cerchio bianco · d6 cerchio bianco · e6 cerchio bianco · f6 cerchio bianco · g6 cerchio bianco · d5 pedone del bianco · e5 cerchio bianco · f5 cerchio bianco · g5 cerchio bianco · h1 re del bianco | 4 |
| 3 | d8 cerchio bianco · e8 cerchio bianco · f8 cerchio bianco · g8 cerchio bianco · h8 re del nero · d7 cerchio bianco · e7 cerchio bianco · f7 cerchio bianco · g7 cerchio bianco · d6 cerchio bianco · e6 cerchio bianco · f6 cerchio bianco · g6 cerchio bianco · d5 pedone del bianco · e5 cerchio bianco · f5 cerchio bianco · g5 cerchio bianco · h1 re del bianco | d8 cerchio bianco · e8 cerchio bianco · f8 cerchio bianco · g8 cerchio bianco · h8 re del nero · d7 cerchio bianco · e7 cerchio bianco · f7 cerchio bianco · g7 cerchio bianco · d6 cerchio bianco · e6 cerchio bianco · f6 cerchio bianco · g6 cerchio bianco · d5 pedone del bianco · e5 cerchio bianco · f5 cerchio bianco · g5 cerchio bianco · h1 re del bianco | d8 cerchio bianco · e8 cerchio bianco · f8 cerchio bianco · g8 cerchio bianco · h8 re del nero · d7 cerchio bianco · e7 cerchio bianco · f7 cerchio bianco · g7 cerchio bianco · d6 cerchio bianco · e6 cerchio bianco · f6 cerchio bianco · g6 cerchio bianco · d5 pedone del bianco · e5 cerchio bianco · f5 cerchio bianco · g5 cerchio bianco · h1 re del bianco | d8 cerchio bianco · e8 cerchio bianco · f8 cerchio bianco · g8 cerchio bianco · h8 re del nero · d7 cerchio bianco · e7 cerchio bianco · f7 cerchio bianco · g7 cerchio bianco · d6 cerchio bianco · e6 cerchio bianco · f6 cerchio bianco · g6 cerchio bianco · d5 pedone del bianco · e5 cerchio bianco · f5 cerchio bianco · g5 cerchio bianco · h1 re del bianco | d8 cerchio bianco · e8 cerchio bianco · f8 cerchio bianco · g8 cerchio bianco · h8 re del nero · d7 cerchio bianco · e7 cerchio bianco · f7 cerchio bianco · g7 cerchio bianco · d6 cerchio bianco · e6 cerchio bianco · f6 cerchio bianco · g6 cerchio bianco · d5 pedone del bianco · e5 cerchio bianco · f5 cerchio bianco · g5 cerchio bianco · h1 re del bianco | d8 cerchio bianco · e8 cerchio bianco · f8 cerchio bianco · g8 cerchio bianco · h8 re del nero · d7 cerchio bianco · e7 cerchio bianco · f7 cerchio bianco · g7 cerchio bianco · d6 cerchio bianco · e6 cerchio bianco · f6 cerchio bianco · g6 cerchio bianco · d5 pedone del bianco · e5 cerchio bianco · f5 cerchio bianco · g5 cerchio bianco · h1 re del bianco | d8 cerchio bianco · e8 cerchio bianco · f8 cerchio bianco · g8 cerchio bianco · h8 re del nero · d7 cerchio bianco · e7 cerchio bianco · f7 cerchio bianco · g7 cerchio bianco · d6 cerchio bianco · e6 cerchio bianco · f6 cerchio bianco · g6 cerchio bianco · d5 pedone del bianco · e5 cerchio bianco · f5 cerchio bianco · g5 cerchio bianco · h1 re del bianco | d8 cerchio bianco · e8 cerchio bianco · f8 cerchio bianco · g8 cerchio bianco · h8 re del nero · d7 cerchio bianco · e7 cerchio bianco · f7 cerchio bianco · g7 cerchio bianco · d6 cerchio bianco · e6 cerchio bianco · f6 cerchio bianco · g6 cerchio bianco · d5 pedone del bianco · e5 cerchio bianco · f5 cerchio bianco · g5 cerchio bianco · h1 re del bianco | 3 |
| 2 | d8 cerchio bianco · e8 cerchio bianco · f8 cerchio bianco · g8 cerchio bianco · h8 re del nero · d7 cerchio bianco · e7 cerchio bianco · f7 cerchio bianco · g7 cerchio bianco · d6 cerchio bianco · e6 cerchio bianco · f6 cerchio bianco · g6 cerchio bianco · d5 pedone del bianco · e5 cerchio bianco · f5 cerchio bianco · g5 cerchio bianco · h1 re del bianco | d8 cerchio bianco · e8 cerchio bianco · f8 cerchio bianco · g8 cerchio bianco · h8 re del nero · d7 cerchio bianco · e7 cerchio bianco · f7 cerchio bianco · g7 cerchio bianco · d6 cerchio bianco · e6 cerchio bianco · f6 cerchio bianco · g6 cerchio bianco · d5 pedone del bianco · e5 cerchio bianco · f5 cerchio bianco · g5 cerchio bianco · h1 re del bianco | d8 cerchio bianco · e8 cerchio bianco · f8 cerchio bianco · g8 cerchio bianco · h8 re del nero · d7 cerchio bianco · e7 cerchio bianco · f7 cerchio bianco · g7 cerchio bianco · d6 cerchio bianco · e6 cerchio bianco · f6 cerchio bianco · g6 cerchio bianco · d5 pedone del bianco · e5 cerchio bianco · f5 cerchio bianco · g5 cerchio bianco · h1 re del bianco | d8 cerchio bianco · e8 cerchio bianco · f8 cerchio bianco · g8 cerchio bianco · h8 re del nero · d7 cerchio bianco · e7 cerchio bianco · f7 cerchio bianco · g7 cerchio bianco · d6 cerchio bianco · e6 cerchio bianco · f6 cerchio bianco · g6 cerchio bianco · d5 pedone del bianco · e5 cerchio bianco · f5 cerchio bianco · g5 cerchio bianco · h1 re del bianco | d8 cerchio bianco · e8 cerchio bianco · f8 cerchio bianco · g8 cerchio bianco · h8 re del nero · d7 cerchio bianco · e7 cerchio bianco · f7 cerchio bianco · g7 cerchio bianco · d6 cerchio bianco · e6 cerchio bianco · f6 cerchio bianco · g6 cerchio bianco · d5 pedone del bianco · e5 cerchio bianco · f5 cerchio bianco · g5 cerchio bianco · h1 re del bianco | d8 cerchio bianco · e8 cerchio bianco · f8 cerchio bianco · g8 cerchio bianco · h8 re del nero · d7 cerchio bianco · e7 cerchio bianco · f7 cerchio bianco · g7 cerchio bianco · d6 cerchio bianco · e6 cerchio bianco · f6 cerchio bianco · g6 cerchio bianco · d5 pedone del bianco · e5 cerchio bianco · f5 cerchio bianco · g5 cerchio bianco · h1 re del bianco | d8 cerchio bianco · e8 cerchio bianco · f8 cerchio bianco · g8 cerchio bianco · h8 re del nero · d7 cerchio bianco · e7 cerchio bianco · f7 cerchio bianco · g7 cerchio bianco · d6 cerchio bianco · e6 cerchio bianco · f6 cerchio bianco · g6 cerchio bianco · d5 pedone del bianco · e5 cerchio bianco · f5 cerchio bianco · g5 cerchio bianco · h1 re del bianco | d8 cerchio bianco · e8 cerchio bianco · f8 cerchio bianco · g8 cerchio bianco · h8 re del nero · d7 cerchio bianco · e7 cerchio bianco · f7 cerchio bianco · g7 cerchio bianco · d6 cerchio bianco · e6 cerchio bianco · f6 cerchio bianco · g6 cerchio bianco · d5 pedone del bianco · e5 cerchio bianco · f5 cerchio bianco · g5 cerchio bianco · h1 re del bianco | 2 |
| 1 | d8 cerchio bianco · e8 cerchio bianco · f8 cerchio bianco · g8 cerchio bianco · h8 re del nero · d7 cerchio bianco · e7 cerchio bianco · f7 cerchio bianco · g7 cerchio bianco · d6 cerchio bianco · e6 cerchio bianco · f6 cerchio bianco · g6 cerchio bianco · d5 pedone del bianco · e5 cerchio bianco · f5 cerchio bianco · g5 cerchio bianco · h1 re del bianco | d8 cerchio bianco · e8 cerchio bianco · f8 cerchio bianco · g8 cerchio bianco · h8 re del nero · d7 cerchio bianco · e7 cerchio bianco · f7 cerchio bianco · g7 cerchio bianco · d6 cerchio bianco · e6 cerchio bianco · f6 cerchio bianco · g6 cerchio bianco · d5 pedone del bianco · e5 cerchio bianco · f5 cerchio bianco · g5 cerchio bianco · h1 re del bianco | d8 cerchio bianco · e8 cerchio bianco · f8 cerchio bianco · g8 cerchio bianco · h8 re del nero · d7 cerchio bianco · e7 cerchio bianco · f7 cerchio bianco · g7 cerchio bianco · d6 cerchio bianco · e6 cerchio bianco · f6 cerchio bianco · g6 cerchio bianco · d5 pedone del bianco · e5 cerchio bianco · f5 cerchio bianco · g5 cerchio bianco · h1 re del bianco | d8 cerchio bianco · e8 cerchio bianco · f8 cerchio bianco · g8 cerchio bianco · h8 re del nero · d7 cerchio bianco · e7 cerchio bianco · f7 cerchio bianco · g7 cerchio bianco · d6 cerchio bianco · e6 cerchio bianco · f6 cerchio bianco · g6 cerchio bianco · d5 pedone del bianco · e5 cerchio bianco · f5 cerchio bianco · g5 cerchio bianco · h1 re del bianco | d8 cerchio bianco · e8 cerchio bianco · f8 cerchio bianco · g8 cerchio bianco · h8 re del nero · d7 cerchio bianco · e7 cerchio bianco · f7 cerchio bianco · g7 cerchio bianco · d6 cerchio bianco · e6 cerchio bianco · f6 cerchio bianco · g6 cerchio bianco · d5 pedone del bianco · e5 cerchio bianco · f5 cerchio bianco · g5 cerchio bianco · h1 re del bianco | d8 cerchio bianco · e8 cerchio bianco · f8 cerchio bianco · g8 cerchio bianco · h8 re del nero · d7 cerchio bianco · e7 cerchio bianco · f7 cerchio bianco · g7 cerchio bianco · d6 cerchio bianco · e6 cerchio bianco · f6 cerchio bianco · g6 cerchio bianco · d5 pedone del bianco · e5 cerchio bianco · f5 cerchio bianco · g5 cerchio bianco · h1 re del bianco | d8 cerchio bianco · e8 cerchio bianco · f8 cerchio bianco · g8 cerchio bianco · h8 re del nero · d7 cerchio bianco · e7 cerchio bianco · f7 cerchio bianco · g7 cerchio bianco · d6 cerchio bianco · e6 cerchio bianco · f6 cerchio bianco · g6 cerchio bianco · d5 pedone del bianco · e5 cerchio bianco · f5 cerchio bianco · g5 cerchio bianco · h1 re del bianco | d8 cerchio bianco · e8 cerchio bianco · f8 cerchio bianco · g8 cerchio bianco · h8 re del nero · d7 cerchio bianco · e7 cerchio bianco · f7 cerchio bianco · g7 cerchio bianco · d6 cerchio bianco · e6 cerchio bianco · f6 cerchio bianco · g6 cerchio bianco · d5 pedone del bianco · e5 cerchio bianco · f5 cerchio bianco · g5 cerchio bianco · h1 re del bianco | 1 |
|   | a | b | c | d | e | f | g | h |   |

Quadrato del pedone è la denominazione che, negli scacchi, viene data alla zona di scacchiera all'interno della quale il re deve trovarsi per poter raggiungere, senza l'interferenza di altri pezzi, un pedone avversario impedendone la promozione o catturandolo alla mossa immediatamente successiva.
La "regola del quadrato" afferma: Il pedone può sempre essere promosso se, al suo muovere, il Re avversario si trova al di fuori del quadrato di cui il pedone stesso è un vertice ed il cui lato è dato dalla distanza del pedone dalla casa di promozione.
Questo concetto è uno degli elementi basilari che intervengono nell'analisi del finale di partita. Dato un qualsiasi pedone, il cosiddetto quadrato (che in realtà è spesso un rettangolo) comprende tutta la porzione di scacchiera che si trova davanti al pedone ad una distanza da esso non superiore alla distanza che lo separa dalla casa di promozione.
Nel diagramma in esempio, se la mossa è al Bianco, dato che il re nero è fuori dal quadrato, il pedone promuove:
1.d6(?) Rg7 2.d7 Rf7 3.d8=D
Se la mossa è al Nero, il re può portarsi all'interno del quadrato e quindi catturare il pedone appena promosso:
1…Rg7 2.d6 Rf7 3.d7 Re7 4.d8=D+ Rxd8
Secondo la regola, il re nero può partire da una qualsiasi casa dell'area delimitata dalle case a5-a8-g8-g5 per riuscire a pattare, indipendentemente che la mossa tocchi a lui o all'avversario.
Più il pedone è vicino alla casa di promozione, più piccolo diventa il quadrato, come risulta dal diagramma 1.
Un caso particolare è quello evidenziato dal diagramma 2. Quando un pedone si trova sulla propria casa di partenza, apparentemente il proprio quadrato inizia dalla stessa traversa su cui si trova e si estende in avanti; in realtà, poiché ciascun pedone, alla sua prima mossa, può compiere un passo doppio, il quadrato da considerare è uguale a quello che si otterrebbe se il pedone fosse già avanzato di un passo. Nel diagramma 2, il re nero in realtà non può entrare nel quadrato, infatti, con la mossa al Bianco:
1.b4 Rg7 2.b5 Rf7 3.b6 Re7 4.b7 Rd7 5.b8=D e vince. Se la mossa fosse al Nero, il Re riuscirebbe in questo caso ad entrare nel quadrato.
|   | a | b | c | d | e | f | g | h |   |
| 8 | a8 cerchio bianco · b8 cerchio bianco · c8 cerchio bianco · h8 re del nero · a7 cerchio bianco · b7 cerchio bianco · c7 cerchio bianco · a6 pedone del bianco · b6 cerchio bianco · c6 cerchio bianco · h1 re del bianco | a8 cerchio bianco · b8 cerchio bianco · c8 cerchio bianco · h8 re del nero · a7 cerchio bianco · b7 cerchio bianco · c7 cerchio bianco · a6 pedone del bianco · b6 cerchio bianco · c6 cerchio bianco · h1 re del bianco | a8 cerchio bianco · b8 cerchio bianco · c8 cerchio bianco · h8 re del nero · a7 cerchio bianco · b7 cerchio bianco · c7 cerchio bianco · a6 pedone del bianco · b6 cerchio bianco · c6 cerchio bianco · h1 re del bianco | a8 cerchio bianco · b8 cerchio bianco · c8 cerchio bianco · h8 re del nero · a7 cerchio bianco · b7 cerchio bianco · c7 cerchio bianco · a6 pedone del bianco · b6 cerchio bianco · c6 cerchio bianco · h1 re del bianco | a8 cerchio bianco · b8 cerchio bianco · c8 cerchio bianco · h8 re del nero · a7 cerchio bianco · b7 cerchio bianco · c7 cerchio bianco · a6 pedone del bianco · b6 cerchio bianco · c6 cerchio bianco · h1 re del bianco | a8 cerchio bianco · b8 cerchio bianco · c8 cerchio bianco · h8 re del nero · a7 cerchio bianco · b7 cerchio bianco · c7 cerchio bianco · a6 pedone del bianco · b6 cerchio bianco · c6 cerchio bianco · h1 re del bianco | a8 cerchio bianco · b8 cerchio bianco · c8 cerchio bianco · h8 re del nero · a7 cerchio bianco · b7 cerchio bianco · c7 cerchio bianco · a6 pedone del bianco · b6 cerchio bianco · c6 cerchio bianco · h1 re del bianco | a8 cerchio bianco · b8 cerchio bianco · c8 cerchio bianco · h8 re del nero · a7 cerchio bianco · b7 cerchio bianco · c7 cerchio bianco · a6 pedone del bianco · b6 cerchio bianco · c6 cerchio bianco · h1 re del bianco | 8 |
| 7 | a8 cerchio bianco · b8 cerchio bianco · c8 cerchio bianco · h8 re del nero · a7 cerchio bianco · b7 cerchio bianco · c7 cerchio bianco · a6 pedone del bianco · b6 cerchio bianco · c6 cerchio bianco · h1 re del bianco | a8 cerchio bianco · b8 cerchio bianco · c8 cerchio bianco · h8 re del nero · a7 cerchio bianco · b7 cerchio bianco · c7 cerchio bianco · a6 pedone del bianco · b6 cerchio bianco · c6 cerchio bianco · h1 re del bianco | a8 cerchio bianco · b8 cerchio bianco · c8 cerchio bianco · h8 re del nero · a7 cerchio bianco · b7 cerchio bianco · c7 cerchio bianco · a6 pedone del bianco · b6 cerchio bianco · c6 cerchio bianco · h1 re del bianco | a8 cerchio bianco · b8 cerchio bianco · c8 cerchio bianco · h8 re del nero · a7 cerchio bianco · b7 cerchio bianco · c7 cerchio bianco · a6 pedone del bianco · b6 cerchio bianco · c6 cerchio bianco · h1 re del bianco | a8 cerchio bianco · b8 cerchio bianco · c8 cerchio bianco · h8 re del nero · a7 cerchio bianco · b7 cerchio bianco · c7 cerchio bianco · a6 pedone del bianco · b6 cerchio bianco · c6 cerchio bianco · h1 re del bianco | a8 cerchio bianco · b8 cerchio bianco · c8 cerchio bianco · h8 re del nero · a7 cerchio bianco · b7 cerchio bianco · c7 cerchio bianco · a6 pedone del bianco · b6 cerchio bianco · c6 cerchio bianco · h1 re del bianco | a8 cerchio bianco · b8 cerchio bianco · c8 cerchio bianco · h8 re del nero · a7 cerchio bianco · b7 cerchio bianco · c7 cerchio bianco · a6 pedone del bianco · b6 cerchio bianco · c6 cerchio bianco · h1 re del bianco | a8 cerchio bianco · b8 cerchio bianco · c8 cerchio bianco · h8 re del nero · a7 cerchio bianco · b7 cerchio bianco · c7 cerchio bianco · a6 pedone del bianco · b6 cerchio bianco · c6 cerchio bianco · h1 re del bianco | 7 |
| 6 | a8 cerchio bianco · b8 cerchio bianco · c8 cerchio bianco · h8 re del nero · a7 cerchio bianco · b7 cerchio bianco · c7 cerchio bianco · a6 pedone del bianco · b6 cerchio bianco · c6 cerchio bianco · h1 re del bianco | a8 cerchio bianco · b8 cerchio bianco · c8 cerchio bianco · h8 re del nero · a7 cerchio bianco · b7 cerchio bianco · c7 cerchio bianco · a6 pedone del bianco · b6 cerchio bianco · c6 cerchio bianco · h1 re del bianco | a8 cerchio bianco · b8 cerchio bianco · c8 cerchio bianco · h8 re del nero · a7 cerchio bianco · b7 cerchio bianco · c7 cerchio bianco · a6 pedone del bianco · b6 cerchio bianco · c6 cerchio bianco · h1 re del bianco | a8 cerchio bianco · b8 cerchio bianco · c8 cerchio bianco · h8 re del nero · a7 cerchio bianco · b7 cerchio bianco · c7 cerchio bianco · a6 pedone del bianco · b6 cerchio bianco · c6 cerchio bianco · h1 re del bianco | a8 cerchio bianco · b8 cerchio bianco · c8 cerchio bianco · h8 re del nero · a7 cerchio bianco · b7 cerchio bianco · c7 cerchio bianco · a6 pedone del bianco · b6 cerchio bianco · c6 cerchio bianco · h1 re del bianco | a8 cerchio bianco · b8 cerchio bianco · c8 cerchio bianco · h8 re del nero · a7 cerchio bianco · b7 cerchio bianco · c7 cerchio bianco · a6 pedone del bianco · b6 cerchio bianco · c6 cerchio bianco · h1 re del bianco | a8 cerchio bianco · b8 cerchio bianco · c8 cerchio bianco · h8 re del nero · a7 cerchio bianco · b7 cerchio bianco · c7 cerchio bianco · a6 pedone del bianco · b6 cerchio bianco · c6 cerchio bianco · h1 re del bianco | a8 cerchio bianco · b8 cerchio bianco · c8 cerchio bianco · h8 re del nero · a7 cerchio bianco · b7 cerchio bianco · c7 cerchio bianco · a6 pedone del bianco · b6 cerchio bianco · c6 cerchio bianco · h1 re del bianco | 6 |
| 5 | a8 cerchio bianco · b8 cerchio bianco · c8 cerchio bianco · h8 re del nero · a7 cerchio bianco · b7 cerchio bianco · c7 cerchio bianco · a6 pedone del bianco · b6 cerchio bianco · c6 cerchio bianco · h1 re del bianco | a8 cerchio bianco · b8 cerchio bianco · c8 cerchio bianco · h8 re del nero · a7 cerchio bianco · b7 cerchio bianco · c7 cerchio bianco · a6 pedone del bianco · b6 cerchio bianco · c6 cerchio bianco · h1 re del bianco | a8 cerchio bianco · b8 cerchio bianco · c8 cerchio bianco · h8 re del nero · a7 cerchio bianco · b7 cerchio bianco · c7 cerchio bianco · a6 pedone del bianco · b6 cerchio bianco · c6 cerchio bianco · h1 re del bianco | a8 cerchio bianco · b8 cerchio bianco · c8 cerchio bianco · h8 re del nero · a7 cerchio bianco · b7 cerchio bianco · c7 cerchio bianco · a6 pedone del bianco · b6 cerchio bianco · c6 cerchio bianco · h1 re del bianco | a8 cerchio bianco · b8 cerchio bianco · c8 cerchio bianco · h8 re del nero · a7 cerchio bianco · b7 cerchio bianco · c7 cerchio bianco · a6 pedone del bianco · b6 cerchio bianco · c6 cerchio bianco · h1 re del bianco | a8 cerchio bianco · b8 cerchio bianco · c8 cerchio bianco · h8 re del nero · a7 cerchio bianco · b7 cerchio bianco · c7 cerchio bianco · a6 pedone del bianco · b6 cerchio bianco · c6 cerchio bianco · h1 re del bianco | a8 cerchio bianco · b8 cerchio bianco · c8 cerchio bianco · h8 re del nero · a7 cerchio bianco · b7 cerchio bianco · c7 cerchio bianco · a6 pedone del bianco · b6 cerchio bianco · c6 cerchio bianco · h1 re del bianco | a8 cerchio bianco · b8 cerchio bianco · c8 cerchio bianco · h8 re del nero · a7 cerchio bianco · b7 cerchio bianco · c7 cerchio bianco · a6 pedone del bianco · b6 cerchio bianco · c6 cerchio bianco · h1 re del bianco | 5 |
| 4 | a8 cerchio bianco · b8 cerchio bianco · c8 cerchio bianco · h8 re del nero · a7 cerchio bianco · b7 cerchio bianco · c7 cerchio bianco · a6 pedone del bianco · b6 cerchio bianco · c6 cerchio bianco · h1 re del bianco | a8 cerchio bianco · b8 cerchio bianco · c8 cerchio bianco · h8 re del nero · a7 cerchio bianco · b7 cerchio bianco · c7 cerchio bianco · a6 pedone del bianco · b6 cerchio bianco · c6 cerchio bianco · h1 re del bianco | a8 cerchio bianco · b8 cerchio bianco · c8 cerchio bianco · h8 re del nero · a7 cerchio bianco · b7 cerchio bianco · c7 cerchio bianco · a6 pedone del bianco · b6 cerchio bianco · c6 cerchio bianco · h1 re del bianco | a8 cerchio bianco · b8 cerchio bianco · c8 cerchio bianco · h8 re del nero · a7 cerchio bianco · b7 cerchio bianco · c7 cerchio bianco · a6 pedone del bianco · b6 cerchio bianco · c6 cerchio bianco · h1 re del bianco | a8 cerchio bianco · b8 cerchio bianco · c8 cerchio bianco · h8 re del nero · a7 cerchio bianco · b7 cerchio bianco · c7 cerchio bianco · a6 pedone del bianco · b6 cerchio bianco · c6 cerchio bianco · h1 re del bianco | a8 cerchio bianco · b8 cerchio bianco · c8 cerchio bianco · h8 re del nero · a7 cerchio bianco · b7 cerchio bianco · c7 cerchio bianco · a6 pedone del bianco · b6 cerchio bianco · c6 cerchio bianco · h1 re del bianco | a8 cerchio bianco · b8 cerchio bianco · c8 cerchio bianco · h8 re del nero · a7 cerchio bianco · b7 cerchio bianco · c7 cerchio bianco · a6 pedone del bianco · b6 cerchio bianco · c6 cerchio bianco · h1 re del bianco | a8 cerchio bianco · b8 cerchio bianco · c8 cerchio bianco · h8 re del nero · a7 cerchio bianco · b7 cerchio bianco · c7 cerchio bianco · a6 pedone del bianco · b6 cerchio bianco · c6 cerchio bianco · h1 re del bianco | 4 |
| 3 | a8 cerchio bianco · b8 cerchio bianco · c8 cerchio bianco · h8 re del nero · a7 cerchio bianco · b7 cerchio bianco · c7 cerchio bianco · a6 pedone del bianco · b6 cerchio bianco · c6 cerchio bianco · h1 re del bianco | a8 cerchio bianco · b8 cerchio bianco · c8 cerchio bianco · h8 re del nero · a7 cerchio bianco · b7 cerchio bianco · c7 cerchio bianco · a6 pedone del bianco · b6 cerchio bianco · c6 cerchio bianco · h1 re del bianco | a8 cerchio bianco · b8 cerchio bianco · c8 cerchio bianco · h8 re del nero · a7 cerchio bianco · b7 cerchio bianco · c7 cerchio bianco · a6 pedone del bianco · b6 cerchio bianco · c6 cerchio bianco · h1 re del bianco | a8 cerchio bianco · b8 cerchio bianco · c8 cerchio bianco · h8 re del nero · a7 cerchio bianco · b7 cerchio bianco · c7 cerchio bianco · a6 pedone del bianco · b6 cerchio bianco · c6 cerchio bianco · h1 re del bianco | a8 cerchio bianco · b8 cerchio bianco · c8 cerchio bianco · h8 re del nero · a7 cerchio bianco · b7 cerchio bianco · c7 cerchio bianco · a6 pedone del bianco · b6 cerchio bianco · c6 cerchio bianco · h1 re del bianco | a8 cerchio bianco · b8 cerchio bianco · c8 cerchio bianco · h8 re del nero · a7 cerchio bianco · b7 cerchio bianco · c7 cerchio bianco · a6 pedone del bianco · b6 cerchio bianco · c6 cerchio bianco · h1 re del bianco | a8 cerchio bianco · b8 cerchio bianco · c8 cerchio bianco · h8 re del nero · a7 cerchio bianco · b7 cerchio bianco · c7 cerchio bianco · a6 pedone del bianco · b6 cerchio bianco · c6 cerchio bianco · h1 re del bianco | a8 cerchio bianco · b8 cerchio bianco · c8 cerchio bianco · h8 re del nero · a7 cerchio bianco · b7 cerchio bianco · c7 cerchio bianco · a6 pedone del bianco · b6 cerchio bianco · c6 cerchio bianco · h1 re del bianco | 3 |
| 2 | a8 cerchio bianco · b8 cerchio bianco · c8 cerchio bianco · h8 re del nero · a7 cerchio bianco · b7 cerchio bianco · c7 cerchio bianco · a6 pedone del bianco · b6 cerchio bianco · c6 cerchio bianco · h1 re del bianco | a8 cerchio bianco · b8 cerchio bianco · c8 cerchio bianco · h8 re del nero · a7 cerchio bianco · b7 cerchio bianco · c7 cerchio bianco · a6 pedone del bianco · b6 cerchio bianco · c6 cerchio bianco · h1 re del bianco | a8 cerchio bianco · b8 cerchio bianco · c8 cerchio bianco · h8 re del nero · a7 cerchio bianco · b7 cerchio bianco · c7 cerchio bianco · a6 pedone del bianco · b6 cerchio bianco · c6 cerchio bianco · h1 re del bianco | a8 cerchio bianco · b8 cerchio bianco · c8 cerchio bianco · h8 re del nero · a7 cerchio bianco · b7 cerchio bianco · c7 cerchio bianco · a6 pedone del bianco · b6 cerchio bianco · c6 cerchio bianco · h1 re del bianco | a8 cerchio bianco · b8 cerchio bianco · c8 cerchio bianco · h8 re del nero · a7 cerchio bianco · b7 cerchio bianco · c7 cerchio bianco · a6 pedone del bianco · b6 cerchio bianco · c6 cerchio bianco · h1 re del bianco | a8 cerchio bianco · b8 cerchio bianco · c8 cerchio bianco · h8 re del nero · a7 cerchio bianco · b7 cerchio bianco · c7 cerchio bianco · a6 pedone del bianco · b6 cerchio bianco · c6 cerchio bianco · h1 re del bianco | a8 cerchio bianco · b8 cerchio bianco · c8 cerchio bianco · h8 re del nero · a7 cerchio bianco · b7 cerchio bianco · c7 cerchio bianco · a6 pedone del bianco · b6 cerchio bianco · c6 cerchio bianco · h1 re del bianco | a8 cerchio bianco · b8 cerchio bianco · c8 cerchio bianco · h8 re del nero · a7 cerchio bianco · b7 cerchio bianco · c7 cerchio bianco · a6 pedone del bianco · b6 cerchio bianco · c6 cerchio bianco · h1 re del bianco | 2 |
| 1 | a8 cerchio bianco · b8 cerchio bianco · c8 cerchio bianco · h8 re del nero · a7 cerchio bianco · b7 cerchio bianco · c7 cerchio bianco · a6 pedone del bianco · b6 cerchio bianco · c6 cerchio bianco · h1 re del bianco | a8 cerchio bianco · b8 cerchio bianco · c8 cerchio bianco · h8 re del nero · a7 cerchio bianco · b7 cerchio bianco · c7 cerchio bianco · a6 pedone del bianco · b6 cerchio bianco · c6 cerchio bianco · h1 re del bianco | a8 cerchio bianco · b8 cerchio bianco · c8 cerchio bianco · h8 re del nero · a7 cerchio bianco · b7 cerchio bianco · c7 cerchio bianco · a6 pedone del bianco · b6 cerchio bianco · c6 cerchio bianco · h1 re del bianco | a8 cerchio bianco · b8 cerchio bianco · c8 cerchio bianco · h8 re del nero · a7 cerchio bianco · b7 cerchio bianco · c7 cerchio bianco · a6 pedone del bianco · b6 cerchio bianco · c6 cerchio bianco · h1 re del bianco | a8 cerchio bianco · b8 cerchio bianco · c8 cerchio bianco · h8 re del nero · a7 cerchio bianco · b7 cerchio bianco · c7 cerchio bianco · a6 pedone del bianco · b6 cerchio bianco · c6 cerchio bianco · h1 re del bianco | a8 cerchio bianco · b8 cerchio bianco · c8 cerchio bianco · h8 re del nero · a7 cerchio bianco · b7 cerchio bianco · c7 cerchio bianco · a6 pedone del bianco · b6 cerchio bianco · c6 cerchio bianco · h1 re del bianco | a8 cerchio bianco · b8 cerchio bianco · c8 cerchio bianco · h8 re del nero · a7 cerchio bianco · b7 cerchio bianco · c7 cerchio bianco · a6 pedone del bianco · b6 cerchio bianco · c6 cerchio bianco · h1 re del bianco | a8 cerchio bianco · b8 cerchio bianco · c8 cerchio bianco · h8 re del nero · a7 cerchio bianco · b7 cerchio bianco · c7 cerchio bianco · a6 pedone del bianco · b6 cerchio bianco · c6 cerchio bianco · h1 re del bianco | 1 |
|   | a | b | c | d | e | f | g | h |   |

|   | a | b | c | d | e | f | g | h |   |
| 8 | b8 cerchio bianco · c8 cerchio bianco · d8 cerchio bianco · e8 cerchio bianco · f8 cerchio bianco · g8 cerchio bianco · h8 re del nero · b7 cerchio bianco · c7 cerchio bianco · d7 cerchio bianco · e7 cerchio bianco · f7 cerchio bianco · g7 cerchio bianco · b6 cerchio bianco · c6 cerchio bianco · d6 cerchio bianco · e6 cerchio bianco · f6 cerchio bianco · g6 cerchio bianco · b5 cerchio bianco · c5 cerchio bianco · d5 cerchio bianco · e5 cerchio bianco · f5 cerchio bianco · g5 cerchio bianco · b4 cerchio bianco · c4 cerchio bianco · d4 cerchio bianco · e4 cerchio bianco · f4 cerchio bianco · g4 cerchio bianco · b3 cerchio bianco · c3 cerchio bianco · d3 cerchio bianco · e3 cerchio bianco · f3 cerchio bianco · g3 cerchio bianco · b2 pedone del bianco · h1 re del bianco | b8 cerchio bianco · c8 cerchio bianco · d8 cerchio bianco · e8 cerchio bianco · f8 cerchio bianco · g8 cerchio bianco · h8 re del nero · b7 cerchio bianco · c7 cerchio bianco · d7 cerchio bianco · e7 cerchio bianco · f7 cerchio bianco · g7 cerchio bianco · b6 cerchio bianco · c6 cerchio bianco · d6 cerchio bianco · e6 cerchio bianco · f6 cerchio bianco · g6 cerchio bianco · b5 cerchio bianco · c5 cerchio bianco · d5 cerchio bianco · e5 cerchio bianco · f5 cerchio bianco · g5 cerchio bianco · b4 cerchio bianco · c4 cerchio bianco · d4 cerchio bianco · e4 cerchio bianco · f4 cerchio bianco · g4 cerchio bianco · b3 cerchio bianco · c3 cerchio bianco · d3 cerchio bianco · e3 cerchio bianco · f3 cerchio bianco · g3 cerchio bianco · b2 pedone del bianco · h1 re del bianco | b8 cerchio bianco · c8 cerchio bianco · d8 cerchio bianco · e8 cerchio bianco · f8 cerchio bianco · g8 cerchio bianco · h8 re del nero · b7 cerchio bianco · c7 cerchio bianco · d7 cerchio bianco · e7 cerchio bianco · f7 cerchio bianco · g7 cerchio bianco · b6 cerchio bianco · c6 cerchio bianco · d6 cerchio bianco · e6 cerchio bianco · f6 cerchio bianco · g6 cerchio bianco · b5 cerchio bianco · c5 cerchio bianco · d5 cerchio bianco · e5 cerchio bianco · f5 cerchio bianco · g5 cerchio bianco · b4 cerchio bianco · c4 cerchio bianco · d4 cerchio bianco · e4 cerchio bianco · f4 cerchio bianco · g4 cerchio bianco · b3 cerchio bianco · c3 cerchio bianco · d3 cerchio bianco · e3 cerchio bianco · f3 cerchio bianco · g3 cerchio bianco · b2 pedone del bianco · h1 re del bianco | b8 cerchio bianco · c8 cerchio bianco · d8 cerchio bianco · e8 cerchio bianco · f8 cerchio bianco · g8 cerchio bianco · h8 re del nero · b7 cerchio bianco · c7 cerchio bianco · d7 cerchio bianco · e7 cerchio bianco · f7 cerchio bianco · g7 cerchio bianco · b6 cerchio bianco · c6 cerchio bianco · d6 cerchio bianco · e6 cerchio bianco · f6 cerchio bianco · g6 cerchio bianco · b5 cerchio bianco · c5 cerchio bianco · d5 cerchio bianco · e5 cerchio bianco · f5 cerchio bianco · g5 cerchio bianco · b4 cerchio bianco · c4 cerchio bianco · d4 cerchio bianco · e4 cerchio bianco · f4 cerchio bianco · g4 cerchio bianco · b3 cerchio bianco · c3 cerchio bianco · d3 cerchio bianco · e3 cerchio bianco · f3 cerchio bianco · g3 cerchio bianco · b2 pedone del bianco · h1 re del bianco | b8 cerchio bianco · c8 cerchio bianco · d8 cerchio bianco · e8 cerchio bianco · f8 cerchio bianco · g8 cerchio bianco · h8 re del nero · b7 cerchio bianco · c7 cerchio bianco · d7 cerchio bianco · e7 cerchio bianco · f7 cerchio bianco · g7 cerchio bianco · b6 cerchio bianco · c6 cerchio bianco · d6 cerchio bianco · e6 cerchio bianco · f6 cerchio bianco · g6 cerchio bianco · b5 cerchio bianco · c5 cerchio bianco · d5 cerchio bianco · e5 cerchio bianco · f5 cerchio bianco · g5 cerchio bianco · b4 cerchio bianco · c4 cerchio bianco · d4 cerchio bianco · e4 cerchio bianco · f4 cerchio bianco · g4 cerchio bianco · b3 cerchio bianco · c3 cerchio bianco · d3 cerchio bianco · e3 cerchio bianco · f3 cerchio bianco · g3 cerchio bianco · b2 pedone del bianco · h1 re del bianco | b8 cerchio bianco · c8 cerchio bianco · d8 cerchio bianco · e8 cerchio bianco · f8 cerchio bianco · g8 cerchio bianco · h8 re del nero · b7 cerchio bianco · c7 cerchio bianco · d7 cerchio bianco · e7 cerchio bianco · f7 cerchio bianco · g7 cerchio bianco · b6 cerchio bianco · c6 cerchio bianco · d6 cerchio bianco · e6 cerchio bianco · f6 cerchio bianco · g6 cerchio bianco · b5 cerchio bianco · c5 cerchio bianco · d5 cerchio bianco · e5 cerchio bianco · f5 cerchio bianco · g5 cerchio bianco · b4 cerchio bianco · c4 cerchio bianco · d4 cerchio bianco · e4 cerchio bianco · f4 cerchio bianco · g4 cerchio bianco · b3 cerchio bianco · c3 cerchio bianco · d3 cerchio bianco · e3 cerchio bianco · f3 cerchio bianco · g3 cerchio bianco · b2 pedone del bianco · h1 re del bianco | b8 cerchio bianco · c8 cerchio bianco · d8 cerchio bianco · e8 cerchio bianco · f8 cerchio bianco · g8 cerchio bianco · h8 re del nero · b7 cerchio bianco · c7 cerchio bianco · d7 cerchio bianco · e7 cerchio bianco · f7 cerchio bianco · g7 cerchio bianco · b6 cerchio bianco · c6 cerchio bianco · d6 cerchio bianco · e6 cerchio bianco · f6 cerchio bianco · g6 cerchio bianco · b5 cerchio bianco · c5 cerchio bianco · d5 cerchio bianco · e5 cerchio bianco · f5 cerchio bianco · g5 cerchio bianco · b4 cerchio bianco · c4 cerchio bianco · d4 cerchio bianco · e4 cerchio bianco · f4 cerchio bianco · g4 cerchio bianco · b3 cerchio bianco · c3 cerchio bianco · d3 cerchio bianco · e3 cerchio bianco · f3 cerchio bianco · g3 cerchio bianco · b2 pedone del bianco · h1 re del bianco | b8 cerchio bianco · c8 cerchio bianco · d8 cerchio bianco · e8 cerchio bianco · f8 cerchio bianco · g8 cerchio bianco · h8 re del nero · b7 cerchio bianco · c7 cerchio bianco · d7 cerchio bianco · e7 cerchio bianco · f7 cerchio bianco · g7 cerchio bianco · b6 cerchio bianco · c6 cerchio bianco · d6 cerchio bianco · e6 cerchio bianco · f6 cerchio bianco · g6 cerchio bianco · b5 cerchio bianco · c5 cerchio bianco · d5 cerchio bianco · e5 cerchio bianco · f5 cerchio bianco · g5 cerchio bianco · b4 cerchio bianco · c4 cerchio bianco · d4 cerchio bianco · e4 cerchio bianco · f4 cerchio bianco · g4 cerchio bianco · b3 cerchio bianco · c3 cerchio bianco · d3 cerchio bianco · e3 cerchio bianco · f3 cerchio bianco · g3 cerchio bianco · b2 pedone del bianco · h1 re del bianco | 8 |
| 7 | b8 cerchio bianco · c8 cerchio bianco · d8 cerchio bianco · e8 cerchio bianco · f8 cerchio bianco · g8 cerchio bianco · h8 re del nero · b7 cerchio bianco · c7 cerchio bianco · d7 cerchio bianco · e7 cerchio bianco · f7 cerchio bianco · g7 cerchio bianco · b6 cerchio bianco · c6 cerchio bianco · d6 cerchio bianco · e6 cerchio bianco · f6 cerchio bianco · g6 cerchio bianco · b5 cerchio bianco · c5 cerchio bianco · d5 cerchio bianco · e5 cerchio bianco · f5 cerchio bianco · g5 cerchio bianco · b4 cerchio bianco · c4 cerchio bianco · d4 cerchio bianco · e4 cerchio bianco · f4 cerchio bianco · g4 cerchio bianco · b3 cerchio bianco · c3 cerchio bianco · d3 cerchio bianco · e3 cerchio bianco · f3 cerchio bianco · g3 cerchio bianco · b2 pedone del bianco · h1 re del bianco | b8 cerchio bianco · c8 cerchio bianco · d8 cerchio bianco · e8 cerchio bianco · f8 cerchio bianco · g8 cerchio bianco · h8 re del nero · b7 cerchio bianco · c7 cerchio bianco · d7 cerchio bianco · e7 cerchio bianco · f7 cerchio bianco · g7 cerchio bianco · b6 cerchio bianco · c6 cerchio bianco · d6 cerchio bianco · e6 cerchio bianco · f6 cerchio bianco · g6 cerchio bianco · b5 cerchio bianco · c5 cerchio bianco · d5 cerchio bianco · e5 cerchio bianco · f5 cerchio bianco · g5 cerchio bianco · b4 cerchio bianco · c4 cerchio bianco · d4 cerchio bianco · e4 cerchio bianco · f4 cerchio bianco · g4 cerchio bianco · b3 cerchio bianco · c3 cerchio bianco · d3 cerchio bianco · e3 cerchio bianco · f3 cerchio bianco · g3 cerchio bianco · b2 pedone del bianco · h1 re del bianco | b8 cerchio bianco · c8 cerchio bianco · d8 cerchio bianco · e8 cerchio bianco · f8 cerchio bianco · g8 cerchio bianco · h8 re del nero · b7 cerchio bianco · c7 cerchio bianco · d7 cerchio bianco · e7 cerchio bianco · f7 cerchio bianco · g7 cerchio bianco · b6 cerchio bianco · c6 cerchio bianco · d6 cerchio bianco · e6 cerchio bianco · f6 cerchio bianco · g6 cerchio bianco · b5 cerchio bianco · c5 cerchio bianco · d5 cerchio bianco · e5 cerchio bianco · f5 cerchio bianco · g5 cerchio bianco · b4 cerchio bianco · c4 cerchio bianco · d4 cerchio bianco · e4 cerchio bianco · f4 cerchio bianco · g4 cerchio bianco · b3 cerchio bianco · c3 cerchio bianco · d3 cerchio bianco · e3 cerchio bianco · f3 cerchio bianco · g3 cerchio bianco · b2 pedone del bianco · h1 re del bianco | b8 cerchio bianco · c8 cerchio bianco · d8 cerchio bianco · e8 cerchio bianco · f8 cerchio bianco · g8 cerchio bianco · h8 re del nero · b7 cerchio bianco · c7 cerchio bianco · d7 cerchio bianco · e7 cerchio bianco · f7 cerchio bianco · g7 cerchio bianco · b6 cerchio bianco · c6 cerchio bianco · d6 cerchio bianco · e6 cerchio bianco · f6 cerchio bianco · g6 cerchio bianco · b5 cerchio bianco · c5 cerchio bianco · d5 cerchio bianco · e5 cerchio bianco · f5 cerchio bianco · g5 cerchio bianco · b4 cerchio bianco · c4 cerchio bianco · d4 cerchio bianco · e4 cerchio bianco · f4 cerchio bianco · g4 cerchio bianco · b3 cerchio bianco · c3 cerchio bianco · d3 cerchio bianco · e3 cerchio bianco · f3 cerchio bianco · g3 cerchio bianco · b2 pedone del bianco · h1 re del bianco | b8 cerchio bianco · c8 cerchio bianco · d8 cerchio bianco · e8 cerchio bianco · f8 cerchio bianco · g8 cerchio bianco · h8 re del nero · b7 cerchio bianco · c7 cerchio bianco · d7 cerchio bianco · e7 cerchio bianco · f7 cerchio bianco · g7 cerchio bianco · b6 cerchio bianco · c6 cerchio bianco · d6 cerchio bianco · e6 cerchio bianco · f6 cerchio bianco · g6 cerchio bianco · b5 cerchio bianco · c5 cerchio bianco · d5 cerchio bianco · e5 cerchio bianco · f5 cerchio bianco · g5 cerchio bianco · b4 cerchio bianco · c4 cerchio bianco · d4 cerchio bianco · e4 cerchio bianco · f4 cerchio bianco · g4 cerchio bianco · b3 cerchio bianco · c3 cerchio bianco · d3 cerchio bianco · e3 cerchio bianco · f3 cerchio bianco · g3 cerchio bianco · b2 pedone del bianco · h1 re del bianco | b8 cerchio bianco · c8 cerchio bianco · d8 cerchio bianco · e8 cerchio bianco · f8 cerchio bianco · g8 cerchio bianco · h8 re del nero · b7 cerchio bianco · c7 cerchio bianco · d7 cerchio bianco · e7 cerchio bianco · f7 cerchio bianco · g7 cerchio bianco · b6 cerchio bianco · c6 cerchio bianco · d6 cerchio bianco · e6 cerchio bianco · f6 cerchio bianco · g6 cerchio bianco · b5 cerchio bianco · c5 cerchio bianco · d5 cerchio bianco · e5 cerchio bianco · f5 cerchio bianco · g5 cerchio bianco · b4 cerchio bianco · c4 cerchio bianco · d4 cerchio bianco · e4 cerchio bianco · f4 cerchio bianco · g4 cerchio bianco · b3 cerchio bianco · c3 cerchio bianco · d3 cerchio bianco · e3 cerchio bianco · f3 cerchio bianco · g3 cerchio bianco · b2 pedone del bianco · h1 re del bianco | b8 cerchio bianco · c8 cerchio bianco · d8 cerchio bianco · e8 cerchio bianco · f8 cerchio bianco · g8 cerchio bianco · h8 re del nero · b7 cerchio bianco · c7 cerchio bianco · d7 cerchio bianco · e7 cerchio bianco · f7 cerchio bianco · g7 cerchio bianco · b6 cerchio bianco · c6 cerchio bianco · d6 cerchio bianco · e6 cerchio bianco · f6 cerchio bianco · g6 cerchio bianco · b5 cerchio bianco · c5 cerchio bianco · d5 cerchio bianco · e5 cerchio bianco · f5 cerchio bianco · g5 cerchio bianco · b4 cerchio bianco · c4 cerchio bianco · d4 cerchio bianco · e4 cerchio bianco · f4 cerchio bianco · g4 cerchio bianco · b3 cerchio bianco · c3 cerchio bianco · d3 cerchio bianco · e3 cerchio bianco · f3 cerchio bianco · g3 cerchio bianco · b2 pedone del bianco · h1 re del bianco | b8 cerchio bianco · c8 cerchio bianco · d8 cerchio bianco · e8 cerchio bianco · f8 cerchio bianco · g8 cerchio bianco · h8 re del nero · b7 cerchio bianco · c7 cerchio bianco · d7 cerchio bianco · e7 cerchio bianco · f7 cerchio bianco · g7 cerchio bianco · b6 cerchio bianco · c6 cerchio bianco · d6 cerchio bianco · e6 cerchio bianco · f6 cerchio bianco · g6 cerchio bianco · b5 cerchio bianco · c5 cerchio bianco · d5 cerchio bianco · e5 cerchio bianco · f5 cerchio bianco · g5 cerchio bianco · b4 cerchio bianco · c4 cerchio bianco · d4 cerchio bianco · e4 cerchio bianco · f4 cerchio bianco · g4 cerchio bianco · b3 cerchio bianco · c3 cerchio bianco · d3 cerchio bianco · e3 cerchio bianco · f3 cerchio bianco · g3 cerchio bianco · b2 pedone del bianco · h1 re del bianco | 7 |
| 6 | b8 cerchio bianco · c8 cerchio bianco · d8 cerchio bianco · e8 cerchio bianco · f8 cerchio bianco · g8 cerchio bianco · h8 re del nero · b7 cerchio bianco · c7 cerchio bianco · d7 cerchio bianco · e7 cerchio bianco · f7 cerchio bianco · g7 cerchio bianco · b6 cerchio bianco · c6 cerchio bianco · d6 cerchio bianco · e6 cerchio bianco · f6 cerchio bianco · g6 cerchio bianco · b5 cerchio bianco · c5 cerchio bianco · d5 cerchio bianco · e5 cerchio bianco · f5 cerchio bianco · g5 cerchio bianco · b4 cerchio bianco · c4 cerchio bianco · d4 cerchio bianco · e4 cerchio bianco · f4 cerchio bianco · g4 cerchio bianco · b3 cerchio bianco · c3 cerchio bianco · d3 cerchio bianco · e3 cerchio bianco · f3 cerchio bianco · g3 cerchio bianco · b2 pedone del bianco · h1 re del bianco | b8 cerchio bianco · c8 cerchio bianco · d8 cerchio bianco · e8 cerchio bianco · f8 cerchio bianco · g8 cerchio bianco · h8 re del nero · b7 cerchio bianco · c7 cerchio bianco · d7 cerchio bianco · e7 cerchio bianco · f7 cerchio bianco · g7 cerchio bianco · b6 cerchio bianco · c6 cerchio bianco · d6 cerchio bianco · e6 cerchio bianco · f6 cerchio bianco · g6 cerchio bianco · b5 cerchio bianco · c5 cerchio bianco · d5 cerchio bianco · e5 cerchio bianco · f5 cerchio bianco · g5 cerchio bianco · b4 cerchio bianco · c4 cerchio bianco · d4 cerchio bianco · e4 cerchio bianco · f4 cerchio bianco · g4 cerchio bianco · b3 cerchio bianco · c3 cerchio bianco · d3 cerchio bianco · e3 cerchio bianco · f3 cerchio bianco · g3 cerchio bianco · b2 pedone del bianco · h1 re del bianco | b8 cerchio bianco · c8 cerchio bianco · d8 cerchio bianco · e8 cerchio bianco · f8 cerchio bianco · g8 cerchio bianco · h8 re del nero · b7 cerchio bianco · c7 cerchio bianco · d7 cerchio bianco · e7 cerchio bianco · f7 cerchio bianco · g7 cerchio bianco · b6 cerchio bianco · c6 cerchio bianco · d6 cerchio bianco · e6 cerchio bianco · f6 cerchio bianco · g6 cerchio bianco · b5 cerchio bianco · c5 cerchio bianco · d5 cerchio bianco · e5 cerchio bianco · f5 cerchio bianco · g5 cerchio bianco · b4 cerchio bianco · c4 cerchio bianco · d4 cerchio bianco · e4 cerchio bianco · f4 cerchio bianco · g4 cerchio bianco · b3 cerchio bianco · c3 cerchio bianco · d3 cerchio bianco · e3 cerchio bianco · f3 cerchio bianco · g3 cerchio bianco · b2 pedone del bianco · h1 re del bianco | b8 cerchio bianco · c8 cerchio bianco · d8 cerchio bianco · e8 cerchio bianco · f8 cerchio bianco · g8 cerchio bianco · h8 re del nero · b7 cerchio bianco · c7 cerchio bianco · d7 cerchio bianco · e7 cerchio bianco · f7 cerchio bianco · g7 cerchio bianco · b6 cerchio bianco · c6 cerchio bianco · d6 cerchio bianco · e6 cerchio bianco · f6 cerchio bianco · g6 cerchio bianco · b5 cerchio bianco · c5 cerchio bianco · d5 cerchio bianco · e5 cerchio bianco · f5 cerchio bianco · g5 cerchio bianco · b4 cerchio bianco · c4 cerchio bianco · d4 cerchio bianco · e4 cerchio bianco · f4 cerchio bianco · g4 cerchio bianco · b3 cerchio bianco · c3 cerchio bianco · d3 cerchio bianco · e3 cerchio bianco · f3 cerchio bianco · g3 cerchio bianco · b2 pedone del bianco · h1 re del bianco | b8 cerchio bianco · c8 cerchio bianco · d8 cerchio bianco · e8 cerchio bianco · f8 cerchio bianco · g8 cerchio bianco · h8 re del nero · b7 cerchio bianco · c7 cerchio bianco · d7 cerchio bianco · e7 cerchio bianco · f7 cerchio bianco · g7 cerchio bianco · b6 cerchio bianco · c6 cerchio bianco · d6 cerchio bianco · e6 cerchio bianco · f6 cerchio bianco · g6 cerchio bianco · b5 cerchio bianco · c5 cerchio bianco · d5 cerchio bianco · e5 cerchio bianco · f5 cerchio bianco · g5 cerchio bianco · b4 cerchio bianco · c4 cerchio bianco · d4 cerchio bianco · e4 cerchio bianco · f4 cerchio bianco · g4 cerchio bianco · b3 cerchio bianco · c3 cerchio bianco · d3 cerchio bianco · e3 cerchio bianco · f3 cerchio bianco · g3 cerchio bianco · b2 pedone del bianco · h1 re del bianco | b8 cerchio bianco · c8 cerchio bianco · d8 cerchio bianco · e8 cerchio bianco · f8 cerchio bianco · g8 cerchio bianco · h8 re del nero · b7 cerchio bianco · c7 cerchio bianco · d7 cerchio bianco · e7 cerchio bianco · f7 cerchio bianco · g7 cerchio bianco · b6 cerchio bianco · c6 cerchio bianco · d6 cerchio bianco · e6 cerchio bianco · f6 cerchio bianco · g6 cerchio bianco · b5 cerchio bianco · c5 cerchio bianco · d5 cerchio bianco · e5 cerchio bianco · f5 cerchio bianco · g5 cerchio bianco · b4 cerchio bianco · c4 cerchio bianco · d4 cerchio bianco · e4 cerchio bianco · f4 cerchio bianco · g4 cerchio bianco · b3 cerchio bianco · c3 cerchio bianco · d3 cerchio bianco · e3 cerchio bianco · f3 cerchio bianco · g3 cerchio bianco · b2 pedone del bianco · h1 re del bianco | b8 cerchio bianco · c8 cerchio bianco · d8 cerchio bianco · e8 cerchio bianco · f8 cerchio bianco · g8 cerchio bianco · h8 re del nero · b7 cerchio bianco · c7 cerchio bianco · d7 cerchio bianco · e7 cerchio bianco · f7 cerchio bianco · g7 cerchio bianco · b6 cerchio bianco · c6 cerchio bianco · d6 cerchio bianco · e6 cerchio bianco · f6 cerchio bianco · g6 cerchio bianco · b5 cerchio bianco · c5 cerchio bianco · d5 cerchio bianco · e5 cerchio bianco · f5 cerchio bianco · g5 cerchio bianco · b4 cerchio bianco · c4 cerchio bianco · d4 cerchio bianco · e4 cerchio bianco · f4 cerchio bianco · g4 cerchio bianco · b3 cerchio bianco · c3 cerchio bianco · d3 cerchio bianco · e3 cerchio bianco · f3 cerchio bianco · g3 cerchio bianco · b2 pedone del bianco · h1 re del bianco | b8 cerchio bianco · c8 cerchio bianco · d8 cerchio bianco · e8 cerchio bianco · f8 cerchio bianco · g8 cerchio bianco · h8 re del nero · b7 cerchio bianco · c7 cerchio bianco · d7 cerchio bianco · e7 cerchio bianco · f7 cerchio bianco · g7 cerchio bianco · b6 cerchio bianco · c6 cerchio bianco · d6 cerchio bianco · e6 cerchio bianco · f6 cerchio bianco · g6 cerchio bianco · b5 cerchio bianco · c5 cerchio bianco · d5 cerchio bianco · e5 cerchio bianco · f5 cerchio bianco · g5 cerchio bianco · b4 cerchio bianco · c4 cerchio bianco · d4 cerchio bianco · e4 cerchio bianco · f4 cerchio bianco · g4 cerchio bianco · b3 cerchio bianco · c3 cerchio bianco · d3 cerchio bianco · e3 cerchio bianco · f3 cerchio bianco · g3 cerchio bianco · b2 pedone del bianco · h1 re del bianco | 6 |
| 5 | b8 cerchio bianco · c8 cerchio bianco · d8 cerchio bianco · e8 cerchio bianco · f8 cerchio bianco · g8 cerchio bianco · h8 re del nero · b7 cerchio bianco · c7 cerchio bianco · d7 cerchio bianco · e7 cerchio bianco · f7 cerchio bianco · g7 cerchio bianco · b6 cerchio bianco · c6 cerchio bianco · d6 cerchio bianco · e6 cerchio bianco · f6 cerchio bianco · g6 cerchio bianco · b5 cerchio bianco · c5 cerchio bianco · d5 cerchio bianco · e5 cerchio bianco · f5 cerchio bianco · g5 cerchio bianco · b4 cerchio bianco · c4 cerchio bianco · d4 cerchio bianco · e4 cerchio bianco · f4 cerchio bianco · g4 cerchio bianco · b3 cerchio bianco · c3 cerchio bianco · d3 cerchio bianco · e3 cerchio bianco · f3 cerchio bianco · g3 cerchio bianco · b2 pedone del bianco · h1 re del bianco | b8 cerchio bianco · c8 cerchio bianco · d8 cerchio bianco · e8 cerchio bianco · f8 cerchio bianco · g8 cerchio bianco · h8 re del nero · b7 cerchio bianco · c7 cerchio bianco · d7 cerchio bianco · e7 cerchio bianco · f7 cerchio bianco · g7 cerchio bianco · b6 cerchio bianco · c6 cerchio bianco · d6 cerchio bianco · e6 cerchio bianco · f6 cerchio bianco · g6 cerchio bianco · b5 cerchio bianco · c5 cerchio bianco · d5 cerchio bianco · e5 cerchio bianco · f5 cerchio bianco · g5 cerchio bianco · b4 cerchio bianco · c4 cerchio bianco · d4 cerchio bianco · e4 cerchio bianco · f4 cerchio bianco · g4 cerchio bianco · b3 cerchio bianco · c3 cerchio bianco · d3 cerchio bianco · e3 cerchio bianco · f3 cerchio bianco · g3 cerchio bianco · b2 pedone del bianco · h1 re del bianco | b8 cerchio bianco · c8 cerchio bianco · d8 cerchio bianco · e8 cerchio bianco · f8 cerchio bianco · g8 cerchio bianco · h8 re del nero · b7 cerchio bianco · c7 cerchio bianco · d7 cerchio bianco · e7 cerchio bianco · f7 cerchio bianco · g7 cerchio bianco · b6 cerchio bianco · c6 cerchio bianco · d6 cerchio bianco · e6 cerchio bianco · f6 cerchio bianco · g6 cerchio bianco · b5 cerchio bianco · c5 cerchio bianco · d5 cerchio bianco · e5 cerchio bianco · f5 cerchio bianco · g5 cerchio bianco · b4 cerchio bianco · c4 cerchio bianco · d4 cerchio bianco · e4 cerchio bianco · f4 cerchio bianco · g4 cerchio bianco · b3 cerchio bianco · c3 cerchio bianco · d3 cerchio bianco · e3 cerchio bianco · f3 cerchio bianco · g3 cerchio bianco · b2 pedone del bianco · h1 re del bianco | b8 cerchio bianco · c8 cerchio bianco · d8 cerchio bianco · e8 cerchio bianco · f8 cerchio bianco · g8 cerchio bianco · h8 re del nero · b7 cerchio bianco · c7 cerchio bianco · d7 cerchio bianco · e7 cerchio bianco · f7 cerchio bianco · g7 cerchio bianco · b6 cerchio bianco · c6 cerchio bianco · d6 cerchio bianco · e6 cerchio bianco · f6 cerchio bianco · g6 cerchio bianco · b5 cerchio bianco · c5 cerchio bianco · d5 cerchio bianco · e5 cerchio bianco · f5 cerchio bianco · g5 cerchio bianco · b4 cerchio bianco · c4 cerchio bianco · d4 cerchio bianco · e4 cerchio bianco · f4 cerchio bianco · g4 cerchio bianco · b3 cerchio bianco · c3 cerchio bianco · d3 cerchio bianco · e3 cerchio bianco · f3 cerchio bianco · g3 cerchio bianco · b2 pedone del bianco · h1 re del bianco | b8 cerchio bianco · c8 cerchio bianco · d8 cerchio bianco · e8 cerchio bianco · f8 cerchio bianco · g8 cerchio bianco · h8 re del nero · b7 cerchio bianco · c7 cerchio bianco · d7 cerchio bianco · e7 cerchio bianco · f7 cerchio bianco · g7 cerchio bianco · b6 cerchio bianco · c6 cerchio bianco · d6 cerchio bianco · e6 cerchio bianco · f6 cerchio bianco · g6 cerchio bianco · b5 cerchio bianco · c5 cerchio bianco · d5 cerchio bianco · e5 cerchio bianco · f5 cerchio bianco · g5 cerchio bianco · b4 cerchio bianco · c4 cerchio bianco · d4 cerchio bianco · e4 cerchio bianco · f4 cerchio bianco · g4 cerchio bianco · b3 cerchio bianco · c3 cerchio bianco · d3 cerchio bianco · e3 cerchio bianco · f3 cerchio bianco · g3 cerchio bianco · b2 pedone del bianco · h1 re del bianco | b8 cerchio bianco · c8 cerchio bianco · d8 cerchio bianco · e8 cerchio bianco · f8 cerchio bianco · g8 cerchio bianco · h8 re del nero · b7 cerchio bianco · c7 cerchio bianco · d7 cerchio bianco · e7 cerchio bianco · f7 cerchio bianco · g7 cerchio bianco · b6 cerchio bianco · c6 cerchio bianco · d6 cerchio bianco · e6 cerchio bianco · f6 cerchio bianco · g6 cerchio bianco · b5 cerchio bianco · c5 cerchio bianco · d5 cerchio bianco · e5 cerchio bianco · f5 cerchio bianco · g5 cerchio bianco · b4 cerchio bianco · c4 cerchio bianco · d4 cerchio bianco · e4 cerchio bianco · f4 cerchio bianco · g4 cerchio bianco · b3 cerchio bianco · c3 cerchio bianco · d3 cerchio bianco · e3 cerchio bianco · f3 cerchio bianco · g3 cerchio bianco · b2 pedone del bianco · h1 re del bianco | b8 cerchio bianco · c8 cerchio bianco · d8 cerchio bianco · e8 cerchio bianco · f8 cerchio bianco · g8 cerchio bianco · h8 re del nero · b7 cerchio bianco · c7 cerchio bianco · d7 cerchio bianco · e7 cerchio bianco · f7 cerchio bianco · g7 cerchio bianco · b6 cerchio bianco · c6 cerchio bianco · d6 cerchio bianco · e6 cerchio bianco · f6 cerchio bianco · g6 cerchio bianco · b5 cerchio bianco · c5 cerchio bianco · d5 cerchio bianco · e5 cerchio bianco · f5 cerchio bianco · g5 cerchio bianco · b4 cerchio bianco · c4 cerchio bianco · d4 cerchio bianco · e4 cerchio bianco · f4 cerchio bianco · g4 cerchio bianco · b3 cerchio bianco · c3 cerchio bianco · d3 cerchio bianco · e3 cerchio bianco · f3 cerchio bianco · g3 cerchio bianco · b2 pedone del bianco · h1 re del bianco | b8 cerchio bianco · c8 cerchio bianco · d8 cerchio bianco · e8 cerchio bianco · f8 cerchio bianco · g8 cerchio bianco · h8 re del nero · b7 cerchio bianco · c7 cerchio bianco · d7 cerchio bianco · e7 cerchio bianco · f7 cerchio bianco · g7 cerchio bianco · b6 cerchio bianco · c6 cerchio bianco · d6 cerchio bianco · e6 cerchio bianco · f6 cerchio bianco · g6 cerchio bianco · b5 cerchio bianco · c5 cerchio bianco · d5 cerchio bianco · e5 cerchio bianco · f5 cerchio bianco · g5 cerchio bianco · b4 cerchio bianco · c4 cerchio bianco · d4 cerchio bianco · e4 cerchio bianco · f4 cerchio bianco · g4 cerchio bianco · b3 cerchio bianco · c3 cerchio bianco · d3 cerchio bianco · e3 cerchio bianco · f3 cerchio bianco · g3 cerchio bianco · b2 pedone del bianco · h1 re del bianco | 5 |
| 4 | b8 cerchio bianco · c8 cerchio bianco · d8 cerchio bianco · e8 cerchio bianco · f8 cerchio bianco · g8 cerchio bianco · h8 re del nero · b7 cerchio bianco · c7 cerchio bianco · d7 cerchio bianco · e7 cerchio bianco · f7 cerchio bianco · g7 cerchio bianco · b6 cerchio bianco · c6 cerchio bianco · d6 cerchio bianco · e6 cerchio bianco · f6 cerchio bianco · g6 cerchio bianco · b5 cerchio bianco · c5 cerchio bianco · d5 cerchio bianco · e5 cerchio bianco · f5 cerchio bianco · g5 cerchio bianco · b4 cerchio bianco · c4 cerchio bianco · d4 cerchio bianco · e4 cerchio bianco · f4 cerchio bianco · g4 cerchio bianco · b3 cerchio bianco · c3 cerchio bianco · d3 cerchio bianco · e3 cerchio bianco · f3 cerchio bianco · g3 cerchio bianco · b2 pedone del bianco · h1 re del bianco | b8 cerchio bianco · c8 cerchio bianco · d8 cerchio bianco · e8 cerchio bianco · f8 cerchio bianco · g8 cerchio bianco · h8 re del nero · b7 cerchio bianco · c7 cerchio bianco · d7 cerchio bianco · e7 cerchio bianco · f7 cerchio bianco · g7 cerchio bianco · b6 cerchio bianco · c6 cerchio bianco · d6 cerchio bianco · e6 cerchio bianco · f6 cerchio bianco · g6 cerchio bianco · b5 cerchio bianco · c5 cerchio bianco · d5 cerchio bianco · e5 cerchio bianco · f5 cerchio bianco · g5 cerchio bianco · b4 cerchio bianco · c4 cerchio bianco · d4 cerchio bianco · e4 cerchio bianco · f4 cerchio bianco · g4 cerchio bianco · b3 cerchio bianco · c3 cerchio bianco · d3 cerchio bianco · e3 cerchio bianco · f3 cerchio bianco · g3 cerchio bianco · b2 pedone del bianco · h1 re del bianco | b8 cerchio bianco · c8 cerchio bianco · d8 cerchio bianco · e8 cerchio bianco · f8 cerchio bianco · g8 cerchio bianco · h8 re del nero · b7 cerchio bianco · c7 cerchio bianco · d7 cerchio bianco · e7 cerchio bianco · f7 cerchio bianco · g7 cerchio bianco · b6 cerchio bianco · c6 cerchio bianco · d6 cerchio bianco · e6 cerchio bianco · f6 cerchio bianco · g6 cerchio bianco · b5 cerchio bianco · c5 cerchio bianco · d5 cerchio bianco · e5 cerchio bianco · f5 cerchio bianco · g5 cerchio bianco · b4 cerchio bianco · c4 cerchio bianco · d4 cerchio bianco · e4 cerchio bianco · f4 cerchio bianco · g4 cerchio bianco · b3 cerchio bianco · c3 cerchio bianco · d3 cerchio bianco · e3 cerchio bianco · f3 cerchio bianco · g3 cerchio bianco · b2 pedone del bianco · h1 re del bianco | b8 cerchio bianco · c8 cerchio bianco · d8 cerchio bianco · e8 cerchio bianco · f8 cerchio bianco · g8 cerchio bianco · h8 re del nero · b7 cerchio bianco · c7 cerchio bianco · d7 cerchio bianco · e7 cerchio bianco · f7 cerchio bianco · g7 cerchio bianco · b6 cerchio bianco · c6 cerchio bianco · d6 cerchio bianco · e6 cerchio bianco · f6 cerchio bianco · g6 cerchio bianco · b5 cerchio bianco · c5 cerchio bianco · d5 cerchio bianco · e5 cerchio bianco · f5 cerchio bianco · g5 cerchio bianco · b4 cerchio bianco · c4 cerchio bianco · d4 cerchio bianco · e4 cerchio bianco · f4 cerchio bianco · g4 cerchio bianco · b3 cerchio bianco · c3 cerchio bianco · d3 cerchio bianco · e3 cerchio bianco · f3 cerchio bianco · g3 cerchio bianco · b2 pedone del bianco · h1 re del bianco | b8 cerchio bianco · c8 cerchio bianco · d8 cerchio bianco · e8 cerchio bianco · f8 cerchio bianco · g8 cerchio bianco · h8 re del nero · b7 cerchio bianco · c7 cerchio bianco · d7 cerchio bianco · e7 cerchio bianco · f7 cerchio bianco · g7 cerchio bianco · b6 cerchio bianco · c6 cerchio bianco · d6 cerchio bianco · e6 cerchio bianco · f6 cerchio bianco · g6 cerchio bianco · b5 cerchio bianco · c5 cerchio bianco · d5 cerchio bianco · e5 cerchio bianco · f5 cerchio bianco · g5 cerchio bianco · b4 cerchio bianco · c4 cerchio bianco · d4 cerchio bianco · e4 cerchio bianco · f4 cerchio bianco · g4 cerchio bianco · b3 cerchio bianco · c3 cerchio bianco · d3 cerchio bianco · e3 cerchio bianco · f3 cerchio bianco · g3 cerchio bianco · b2 pedone del bianco · h1 re del bianco | b8 cerchio bianco · c8 cerchio bianco · d8 cerchio bianco · e8 cerchio bianco · f8 cerchio bianco · g8 cerchio bianco · h8 re del nero · b7 cerchio bianco · c7 cerchio bianco · d7 cerchio bianco · e7 cerchio bianco · f7 cerchio bianco · g7 cerchio bianco · b6 cerchio bianco · c6 cerchio bianco · d6 cerchio bianco · e6 cerchio bianco · f6 cerchio bianco · g6 cerchio bianco · b5 cerchio bianco · c5 cerchio bianco · d5 cerchio bianco · e5 cerchio bianco · f5 cerchio bianco · g5 cerchio bianco · b4 cerchio bianco · c4 cerchio bianco · d4 cerchio bianco · e4 cerchio bianco · f4 cerchio bianco · g4 cerchio bianco · b3 cerchio bianco · c3 cerchio bianco · d3 cerchio bianco · e3 cerchio bianco · f3 cerchio bianco · g3 cerchio bianco · b2 pedone del bianco · h1 re del bianco | b8 cerchio bianco · c8 cerchio bianco · d8 cerchio bianco · e8 cerchio bianco · f8 cerchio bianco · g8 cerchio bianco · h8 re del nero · b7 cerchio bianco · c7 cerchio bianco · d7 cerchio bianco · e7 cerchio bianco · f7 cerchio bianco · g7 cerchio bianco · b6 cerchio bianco · c6 cerchio bianco · d6 cerchio bianco · e6 cerchio bianco · f6 cerchio bianco · g6 cerchio bianco · b5 cerchio bianco · c5 cerchio bianco · d5 cerchio bianco · e5 cerchio bianco · f5 cerchio bianco · g5 cerchio bianco · b4 cerchio bianco · c4 cerchio bianco · d4 cerchio bianco · e4 cerchio bianco · f4 cerchio bianco · g4 cerchio bianco · b3 cerchio bianco · c3 cerchio bianco · d3 cerchio bianco · e3 cerchio bianco · f3 cerchio bianco · g3 cerchio bianco · b2 pedone del bianco · h1 re del bianco | b8 cerchio bianco · c8 cerchio bianco · d8 cerchio bianco · e8 cerchio bianco · f8 cerchio bianco · g8 cerchio bianco · h8 re del nero · b7 cerchio bianco · c7 cerchio bianco · d7 cerchio bianco · e7 cerchio bianco · f7 cerchio bianco · g7 cerchio bianco · b6 cerchio bianco · c6 cerchio bianco · d6 cerchio bianco · e6 cerchio bianco · f6 cerchio bianco · g6 cerchio bianco · b5 cerchio bianco · c5 cerchio bianco · d5 cerchio bianco · e5 cerchio bianco · f5 cerchio bianco · g5 cerchio bianco · b4 cerchio bianco · c4 cerchio bianco · d4 cerchio bianco · e4 cerchio bianco · f4 cerchio bianco · g4 cerchio bianco · b3 cerchio bianco · c3 cerchio bianco · d3 cerchio bianco · e3 cerchio bianco · f3 cerchio bianco · g3 cerchio bianco · b2 pedone del bianco · h1 re del bianco | 4 |
| 3 | b8 cerchio bianco · c8 cerchio bianco · d8 cerchio bianco · e8 cerchio bianco · f8 cerchio bianco · g8 cerchio bianco · h8 re del nero · b7 cerchio bianco · c7 cerchio bianco · d7 cerchio bianco · e7 cerchio bianco · f7 cerchio bianco · g7 cerchio bianco · b6 cerchio bianco · c6 cerchio bianco · d6 cerchio bianco · e6 cerchio bianco · f6 cerchio bianco · g6 cerchio bianco · b5 cerchio bianco · c5 cerchio bianco · d5 cerchio bianco · e5 cerchio bianco · f5 cerchio bianco · g5 cerchio bianco · b4 cerchio bianco · c4 cerchio bianco · d4 cerchio bianco · e4 cerchio bianco · f4 cerchio bianco · g4 cerchio bianco · b3 cerchio bianco · c3 cerchio bianco · d3 cerchio bianco · e3 cerchio bianco · f3 cerchio bianco · g3 cerchio bianco · b2 pedone del bianco · h1 re del bianco | b8 cerchio bianco · c8 cerchio bianco · d8 cerchio bianco · e8 cerchio bianco · f8 cerchio bianco · g8 cerchio bianco · h8 re del nero · b7 cerchio bianco · c7 cerchio bianco · d7 cerchio bianco · e7 cerchio bianco · f7 cerchio bianco · g7 cerchio bianco · b6 cerchio bianco · c6 cerchio bianco · d6 cerchio bianco · e6 cerchio bianco · f6 cerchio bianco · g6 cerchio bianco · b5 cerchio bianco · c5 cerchio bianco · d5 cerchio bianco · e5 cerchio bianco · f5 cerchio bianco · g5 cerchio bianco · b4 cerchio bianco · c4 cerchio bianco · d4 cerchio bianco · e4 cerchio bianco · f4 cerchio bianco · g4 cerchio bianco · b3 cerchio bianco · c3 cerchio bianco · d3 cerchio bianco · e3 cerchio bianco · f3 cerchio bianco · g3 cerchio bianco · b2 pedone del bianco · h1 re del bianco | b8 cerchio bianco · c8 cerchio bianco · d8 cerchio bianco · e8 cerchio bianco · f8 cerchio bianco · g8 cerchio bianco · h8 re del nero · b7 cerchio bianco · c7 cerchio bianco · d7 cerchio bianco · e7 cerchio bianco · f7 cerchio bianco · g7 cerchio bianco · b6 cerchio bianco · c6 cerchio bianco · d6 cerchio bianco · e6 cerchio bianco · f6 cerchio bianco · g6 cerchio bianco · b5 cerchio bianco · c5 cerchio bianco · d5 cerchio bianco · e5 cerchio bianco · f5 cerchio bianco · g5 cerchio bianco · b4 cerchio bianco · c4 cerchio bianco · d4 cerchio bianco · e4 cerchio bianco · f4 cerchio bianco · g4 cerchio bianco · b3 cerchio bianco · c3 cerchio bianco · d3 cerchio bianco · e3 cerchio bianco · f3 cerchio bianco · g3 cerchio bianco · b2 pedone del bianco · h1 re del bianco | b8 cerchio bianco · c8 cerchio bianco · d8 cerchio bianco · e8 cerchio bianco · f8 cerchio bianco · g8 cerchio bianco · h8 re del nero · b7 cerchio bianco · c7 cerchio bianco · d7 cerchio bianco · e7 cerchio bianco · f7 cerchio bianco · g7 cerchio bianco · b6 cerchio bianco · c6 cerchio bianco · d6 cerchio bianco · e6 cerchio bianco · f6 cerchio bianco · g6 cerchio bianco · b5 cerchio bianco · c5 cerchio bianco · d5 cerchio bianco · e5 cerchio bianco · f5 cerchio bianco · g5 cerchio bianco · b4 cerchio bianco · c4 cerchio bianco · d4 cerchio bianco · e4 cerchio bianco · f4 cerchio bianco · g4 cerchio bianco · b3 cerchio bianco · c3 cerchio bianco · d3 cerchio bianco · e3 cerchio bianco · f3 cerchio bianco · g3 cerchio bianco · b2 pedone del bianco · h1 re del bianco | b8 cerchio bianco · c8 cerchio bianco · d8 cerchio bianco · e8 cerchio bianco · f8 cerchio bianco · g8 cerchio bianco · h8 re del nero · b7 cerchio bianco · c7 cerchio bianco · d7 cerchio bianco · e7 cerchio bianco · f7 cerchio bianco · g7 cerchio bianco · b6 cerchio bianco · c6 cerchio bianco · d6 cerchio bianco · e6 cerchio bianco · f6 cerchio bianco · g6 cerchio bianco · b5 cerchio bianco · c5 cerchio bianco · d5 cerchio bianco · e5 cerchio bianco · f5 cerchio bianco · g5 cerchio bianco · b4 cerchio bianco · c4 cerchio bianco · d4 cerchio bianco · e4 cerchio bianco · f4 cerchio bianco · g4 cerchio bianco · b3 cerchio bianco · c3 cerchio bianco · d3 cerchio bianco · e3 cerchio bianco · f3 cerchio bianco · g3 cerchio bianco · b2 pedone del bianco · h1 re del bianco | b8 cerchio bianco · c8 cerchio bianco · d8 cerchio bianco · e8 cerchio bianco · f8 cerchio bianco · g8 cerchio bianco · h8 re del nero · b7 cerchio bianco · c7 cerchio bianco · d7 cerchio bianco · e7 cerchio bianco · f7 cerchio bianco · g7 cerchio bianco · b6 cerchio bianco · c6 cerchio bianco · d6 cerchio bianco · e6 cerchio bianco · f6 cerchio bianco · g6 cerchio bianco · b5 cerchio bianco · c5 cerchio bianco · d5 cerchio bianco · e5 cerchio bianco · f5 cerchio bianco · g5 cerchio bianco · b4 cerchio bianco · c4 cerchio bianco · d4 cerchio bianco · e4 cerchio bianco · f4 cerchio bianco · g4 cerchio bianco · b3 cerchio bianco · c3 cerchio bianco · d3 cerchio bianco · e3 cerchio bianco · f3 cerchio bianco · g3 cerchio bianco · b2 pedone del bianco · h1 re del bianco | b8 cerchio bianco · c8 cerchio bianco · d8 cerchio bianco · e8 cerchio bianco · f8 cerchio bianco · g8 cerchio bianco · h8 re del nero · b7 cerchio bianco · c7 cerchio bianco · d7 cerchio bianco · e7 cerchio bianco · f7 cerchio bianco · g7 cerchio bianco · b6 cerchio bianco · c6 cerchio bianco · d6 cerchio bianco · e6 cerchio bianco · f6 cerchio bianco · g6 cerchio bianco · b5 cerchio bianco · c5 cerchio bianco · d5 cerchio bianco · e5 cerchio bianco · f5 cerchio bianco · g5 cerchio bianco · b4 cerchio bianco · c4 cerchio bianco · d4 cerchio bianco · e4 cerchio bianco · f4 cerchio bianco · g4 cerchio bianco · b3 cerchio bianco · c3 cerchio bianco · d3 cerchio bianco · e3 cerchio bianco · f3 cerchio bianco · g3 cerchio bianco · b2 pedone del bianco · h1 re del bianco | b8 cerchio bianco · c8 cerchio bianco · d8 cerchio bianco · e8 cerchio bianco · f8 cerchio bianco · g8 cerchio bianco · h8 re del nero · b7 cerchio bianco · c7 cerchio bianco · d7 cerchio bianco · e7 cerchio bianco · f7 cerchio bianco · g7 cerchio bianco · b6 cerchio bianco · c6 cerchio bianco · d6 cerchio bianco · e6 cerchio bianco · f6 cerchio bianco · g6 cerchio bianco · b5 cerchio bianco · c5 cerchio bianco · d5 cerchio bianco · e5 cerchio bianco · f5 cerchio bianco · g5 cerchio bianco · b4 cerchio bianco · c4 cerchio bianco · d4 cerchio bianco · e4 cerchio bianco · f4 cerchio bianco · g4 cerchio bianco · b3 cerchio bianco · c3 cerchio bianco · d3 cerchio bianco · e3 cerchio bianco · f3 cerchio bianco · g3 cerchio bianco · b2 pedone del bianco · h1 re del bianco | 3 |
| 2 | b8 cerchio bianco · c8 cerchio bianco · d8 cerchio bianco · e8 cerchio bianco · f8 cerchio bianco · g8 cerchio bianco · h8 re del nero · b7 cerchio bianco · c7 cerchio bianco · d7 cerchio bianco · e7 cerchio bianco · f7 cerchio bianco · g7 cerchio bianco · b6 cerchio bianco · c6 cerchio bianco · d6 cerchio bianco · e6 cerchio bianco · f6 cerchio bianco · g6 cerchio bianco · b5 cerchio bianco · c5 cerchio bianco · d5 cerchio bianco · e5 cerchio bianco · f5 cerchio bianco · g5 cerchio bianco · b4 cerchio bianco · c4 cerchio bianco · d4 cerchio bianco · e4 cerchio bianco · f4 cerchio bianco · g4 cerchio bianco · b3 cerchio bianco · c3 cerchio bianco · d3 cerchio bianco · e3 cerchio bianco · f3 cerchio bianco · g3 cerchio bianco · b2 pedone del bianco · h1 re del bianco | b8 cerchio bianco · c8 cerchio bianco · d8 cerchio bianco · e8 cerchio bianco · f8 cerchio bianco · g8 cerchio bianco · h8 re del nero · b7 cerchio bianco · c7 cerchio bianco · d7 cerchio bianco · e7 cerchio bianco · f7 cerchio bianco · g7 cerchio bianco · b6 cerchio bianco · c6 cerchio bianco · d6 cerchio bianco · e6 cerchio bianco · f6 cerchio bianco · g6 cerchio bianco · b5 cerchio bianco · c5 cerchio bianco · d5 cerchio bianco · e5 cerchio bianco · f5 cerchio bianco · g5 cerchio bianco · b4 cerchio bianco · c4 cerchio bianco · d4 cerchio bianco · e4 cerchio bianco · f4 cerchio bianco · g4 cerchio bianco · b3 cerchio bianco · c3 cerchio bianco · d3 cerchio bianco · e3 cerchio bianco · f3 cerchio bianco · g3 cerchio bianco · b2 pedone del bianco · h1 re del bianco | b8 cerchio bianco · c8 cerchio bianco · d8 cerchio bianco · e8 cerchio bianco · f8 cerchio bianco · g8 cerchio bianco · h8 re del nero · b7 cerchio bianco · c7 cerchio bianco · d7 cerchio bianco · e7 cerchio bianco · f7 cerchio bianco · g7 cerchio bianco · b6 cerchio bianco · c6 cerchio bianco · d6 cerchio bianco · e6 cerchio bianco · f6 cerchio bianco · g6 cerchio bianco · b5 cerchio bianco · c5 cerchio bianco · d5 cerchio bianco · e5 cerchio bianco · f5 cerchio bianco · g5 cerchio bianco · b4 cerchio bianco · c4 cerchio bianco · d4 cerchio bianco · e4 cerchio bianco · f4 cerchio bianco · g4 cerchio bianco · b3 cerchio bianco · c3 cerchio bianco · d3 cerchio bianco · e3 cerchio bianco · f3 cerchio bianco · g3 cerchio bianco · b2 pedone del bianco · h1 re del bianco | b8 cerchio bianco · c8 cerchio bianco · d8 cerchio bianco · e8 cerchio bianco · f8 cerchio bianco · g8 cerchio bianco · h8 re del nero · b7 cerchio bianco · c7 cerchio bianco · d7 cerchio bianco · e7 cerchio bianco · f7 cerchio bianco · g7 cerchio bianco · b6 cerchio bianco · c6 cerchio bianco · d6 cerchio bianco · e6 cerchio bianco · f6 cerchio bianco · g6 cerchio bianco · b5 cerchio bianco · c5 cerchio bianco · d5 cerchio bianco · e5 cerchio bianco · f5 cerchio bianco · g5 cerchio bianco · b4 cerchio bianco · c4 cerchio bianco · d4 cerchio bianco · e4 cerchio bianco · f4 cerchio bianco · g4 cerchio bianco · b3 cerchio bianco · c3 cerchio bianco · d3 cerchio bianco · e3 cerchio bianco · f3 cerchio bianco · g3 cerchio bianco · b2 pedone del bianco · h1 re del bianco | b8 cerchio bianco · c8 cerchio bianco · d8 cerchio bianco · e8 cerchio bianco · f8 cerchio bianco · g8 cerchio bianco · h8 re del nero · b7 cerchio bianco · c7 cerchio bianco · d7 cerchio bianco · e7 cerchio bianco · f7 cerchio bianco · g7 cerchio bianco · b6 cerchio bianco · c6 cerchio bianco · d6 cerchio bianco · e6 cerchio bianco · f6 cerchio bianco · g6 cerchio bianco · b5 cerchio bianco · c5 cerchio bianco · d5 cerchio bianco · e5 cerchio bianco · f5 cerchio bianco · g5 cerchio bianco · b4 cerchio bianco · c4 cerchio bianco · d4 cerchio bianco · e4 cerchio bianco · f4 cerchio bianco · g4 cerchio bianco · b3 cerchio bianco · c3 cerchio bianco · d3 cerchio bianco · e3 cerchio bianco · f3 cerchio bianco · g3 cerchio bianco · b2 pedone del bianco · h1 re del bianco | b8 cerchio bianco · c8 cerchio bianco · d8 cerchio bianco · e8 cerchio bianco · f8 cerchio bianco · g8 cerchio bianco · h8 re del nero · b7 cerchio bianco · c7 cerchio bianco · d7 cerchio bianco · e7 cerchio bianco · f7 cerchio bianco · g7 cerchio bianco · b6 cerchio bianco · c6 cerchio bianco · d6 cerchio bianco · e6 cerchio bianco · f6 cerchio bianco · g6 cerchio bianco · b5 cerchio bianco · c5 cerchio bianco · d5 cerchio bianco · e5 cerchio bianco · f5 cerchio bianco · g5 cerchio bianco · b4 cerchio bianco · c4 cerchio bianco · d4 cerchio bianco · e4 cerchio bianco · f4 cerchio bianco · g4 cerchio bianco · b3 cerchio bianco · c3 cerchio bianco · d3 cerchio bianco · e3 cerchio bianco · f3 cerchio bianco · g3 cerchio bianco · b2 pedone del bianco · h1 re del bianco | b8 cerchio bianco · c8 cerchio bianco · d8 cerchio bianco · e8 cerchio bianco · f8 cerchio bianco · g8 cerchio bianco · h8 re del nero · b7 cerchio bianco · c7 cerchio bianco · d7 cerchio bianco · e7 cerchio bianco · f7 cerchio bianco · g7 cerchio bianco · b6 cerchio bianco · c6 cerchio bianco · d6 cerchio bianco · e6 cerchio bianco · f6 cerchio bianco · g6 cerchio bianco · b5 cerchio bianco · c5 cerchio bianco · d5 cerchio bianco · e5 cerchio bianco · f5 cerchio bianco · g5 cerchio bianco · b4 cerchio bianco · c4 cerchio bianco · d4 cerchio bianco · e4 cerchio bianco · f4 cerchio bianco · g4 cerchio bianco · b3 cerchio bianco · c3 cerchio bianco · d3 cerchio bianco · e3 cerchio bianco · f3 cerchio bianco · g3 cerchio bianco · b2 pedone del bianco · h1 re del bianco | b8 cerchio bianco · c8 cerchio bianco · d8 cerchio bianco · e8 cerchio bianco · f8 cerchio bianco · g8 cerchio bianco · h8 re del nero · b7 cerchio bianco · c7 cerchio bianco · d7 cerchio bianco · e7 cerchio bianco · f7 cerchio bianco · g7 cerchio bianco · b6 cerchio bianco · c6 cerchio bianco · d6 cerchio bianco · e6 cerchio bianco · f6 cerchio bianco · g6 cerchio bianco · b5 cerchio bianco · c5 cerchio bianco · d5 cerchio bianco · e5 cerchio bianco · f5 cerchio bianco · g5 cerchio bianco · b4 cerchio bianco · c4 cerchio bianco · d4 cerchio bianco · e4 cerchio bianco · f4 cerchio bianco · g4 cerchio bianco · b3 cerchio bianco · c3 cerchio bianco · d3 cerchio bianco · e3 cerchio bianco · f3 cerchio bianco · g3 cerchio bianco · b2 pedone del bianco · h1 re del bianco | 2 |
| 1 | b8 cerchio bianco · c8 cerchio bianco · d8 cerchio bianco · e8 cerchio bianco · f8 cerchio bianco · g8 cerchio bianco · h8 re del nero · b7 cerchio bianco · c7 cerchio bianco · d7 cerchio bianco · e7 cerchio bianco · f7 cerchio bianco · g7 cerchio bianco · b6 cerchio bianco · c6 cerchio bianco · d6 cerchio bianco · e6 cerchio bianco · f6 cerchio bianco · g6 cerchio bianco · b5 cerchio bianco · c5 cerchio bianco · d5 cerchio bianco · e5 cerchio bianco · f5 cerchio bianco · g5 cerchio bianco · b4 cerchio bianco · c4 cerchio bianco · d4 cerchio bianco · e4 cerchio bianco · f4 cerchio bianco · g4 cerchio bianco · b3 cerchio bianco · c3 cerchio bianco · d3 cerchio bianco · e3 cerchio bianco · f3 cerchio bianco · g3 cerchio bianco · b2 pedone del bianco · h1 re del bianco | b8 cerchio bianco · c8 cerchio bianco · d8 cerchio bianco · e8 cerchio bianco · f8 cerchio bianco · g8 cerchio bianco · h8 re del nero · b7 cerchio bianco · c7 cerchio bianco · d7 cerchio bianco · e7 cerchio bianco · f7 cerchio bianco · g7 cerchio bianco · b6 cerchio bianco · c6 cerchio bianco · d6 cerchio bianco · e6 cerchio bianco · f6 cerchio bianco · g6 cerchio bianco · b5 cerchio bianco · c5 cerchio bianco · d5 cerchio bianco · e5 cerchio bianco · f5 cerchio bianco · g5 cerchio bianco · b4 cerchio bianco · c4 cerchio bianco · d4 cerchio bianco · e4 cerchio bianco · f4 cerchio bianco · g4 cerchio bianco · b3 cerchio bianco · c3 cerchio bianco · d3 cerchio bianco · e3 cerchio bianco · f3 cerchio bianco · g3 cerchio bianco · b2 pedone del bianco · h1 re del bianco | b8 cerchio bianco · c8 cerchio bianco · d8 cerchio bianco · e8 cerchio bianco · f8 cerchio bianco · g8 cerchio bianco · h8 re del nero · b7 cerchio bianco · c7 cerchio bianco · d7 cerchio bianco · e7 cerchio bianco · f7 cerchio bianco · g7 cerchio bianco · b6 cerchio bianco · c6 cerchio bianco · d6 cerchio bianco · e6 cerchio bianco · f6 cerchio bianco · g6 cerchio bianco · b5 cerchio bianco · c5 cerchio bianco · d5 cerchio bianco · e5 cerchio bianco · f5 cerchio bianco · g5 cerchio bianco · b4 cerchio bianco · c4 cerchio bianco · d4 cerchio bianco · e4 cerchio bianco · f4 cerchio bianco · g4 cerchio bianco · b3 cerchio bianco · c3 cerchio bianco · d3 cerchio bianco · e3 cerchio bianco · f3 cerchio bianco · g3 cerchio bianco · b2 pedone del bianco · h1 re del bianco | b8 cerchio bianco · c8 cerchio bianco · d8 cerchio bianco · e8 cerchio bianco · f8 cerchio bianco · g8 cerchio bianco · h8 re del nero · b7 cerchio bianco · c7 cerchio bianco · d7 cerchio bianco · e7 cerchio bianco · f7 cerchio bianco · g7 cerchio bianco · b6 cerchio bianco · c6 cerchio bianco · d6 cerchio bianco · e6 cerchio bianco · f6 cerchio bianco · g6 cerchio bianco · b5 cerchio bianco · c5 cerchio bianco · d5 cerchio bianco · e5 cerchio bianco · f5 cerchio bianco · g5 cerchio bianco · b4 cerchio bianco · c4 cerchio bianco · d4 cerchio bianco · e4 cerchio bianco · f4 cerchio bianco · g4 cerchio bianco · b3 cerchio bianco · c3 cerchio bianco · d3 cerchio bianco · e3 cerchio bianco · f3 cerchio bianco · g3 cerchio bianco · b2 pedone del bianco · h1 re del bianco | b8 cerchio bianco · c8 cerchio bianco · d8 cerchio bianco · e8 cerchio bianco · f8 cerchio bianco · g8 cerchio bianco · h8 re del nero · b7 cerchio bianco · c7 cerchio bianco · d7 cerchio bianco · e7 cerchio bianco · f7 cerchio bianco · g7 cerchio bianco · b6 cerchio bianco · c6 cerchio bianco · d6 cerchio bianco · e6 cerchio bianco · f6 cerchio bianco · g6 cerchio bianco · b5 cerchio bianco · c5 cerchio bianco · d5 cerchio bianco · e5 cerchio bianco · f5 cerchio bianco · g5 cerchio bianco · b4 cerchio bianco · c4 cerchio bianco · d4 cerchio bianco · e4 cerchio bianco · f4 cerchio bianco · g4 cerchio bianco · b3 cerchio bianco · c3 cerchio bianco · d3 cerchio bianco · e3 cerchio bianco · f3 cerchio bianco · g3 cerchio bianco · b2 pedone del bianco · h1 re del bianco | b8 cerchio bianco · c8 cerchio bianco · d8 cerchio bianco · e8 cerchio bianco · f8 cerchio bianco · g8 cerchio bianco · h8 re del nero · b7 cerchio bianco · c7 cerchio bianco · d7 cerchio bianco · e7 cerchio bianco · f7 cerchio bianco · g7 cerchio bianco · b6 cerchio bianco · c6 cerchio bianco · d6 cerchio bianco · e6 cerchio bianco · f6 cerchio bianco · g6 cerchio bianco · b5 cerchio bianco · c5 cerchio bianco · d5 cerchio bianco · e5 cerchio bianco · f5 cerchio bianco · g5 cerchio bianco · b4 cerchio bianco · c4 cerchio bianco · d4 cerchio bianco · e4 cerchio bianco · f4 cerchio bianco · g4 cerchio bianco · b3 cerchio bianco · c3 cerchio bianco · d3 cerchio bianco · e3 cerchio bianco · f3 cerchio bianco · g3 cerchio bianco · b2 pedone del bianco · h1 re del bianco | b8 cerchio bianco · c8 cerchio bianco · d8 cerchio bianco · e8 cerchio bianco · f8 cerchio bianco · g8 cerchio bianco · h8 re del nero · b7 cerchio bianco · c7 cerchio bianco · d7 cerchio bianco · e7 cerchio bianco · f7 cerchio bianco · g7 cerchio bianco · b6 cerchio bianco · c6 cerchio bianco · d6 cerchio bianco · e6 cerchio bianco · f6 cerchio bianco · g6 cerchio bianco · b5 cerchio bianco · c5 cerchio bianco · d5 cerchio bianco · e5 cerchio bianco · f5 cerchio bianco · g5 cerchio bianco · b4 cerchio bianco · c4 cerchio bianco · d4 cerchio bianco · e4 cerchio bianco · f4 cerchio bianco · g4 cerchio bianco · b3 cerchio bianco · c3 cerchio bianco · d3 cerchio bianco · e3 cerchio bianco · f3 cerchio bianco · g3 cerchio bianco · b2 pedone del bianco · h1 re del bianco | b8 cerchio bianco · c8 cerchio bianco · d8 cerchio bianco · e8 cerchio bianco · f8 cerchio bianco · g8 cerchio bianco · h8 re del nero · b7 cerchio bianco · c7 cerchio bianco · d7 cerchio bianco · e7 cerchio bianco · f7 cerchio bianco · g7 cerchio bianco · b6 cerchio bianco · c6 cerchio bianco · d6 cerchio bianco · e6 cerchio bianco · f6 cerchio bianco · g6 cerchio bianco · b5 cerchio bianco · c5 cerchio bianco · d5 cerchio bianco · e5 cerchio bianco · f5 cerchio bianco · g5 cerchio bianco · b4 cerchio bianco · c4 cerchio bianco · d4 cerchio bianco · e4 cerchio bianco · f4 cerchio bianco · g4 cerchio bianco · b3 cerchio bianco · c3 cerchio bianco · d3 cerchio bianco · e3 cerchio bianco · f3 cerchio bianco · g3 cerchio bianco · b2 pedone del bianco · h1 re del bianco | 1 |
|   | a | b | c | d | e | f | g | h |   |

|   | a                                                                               | b                                                                               | c                                                                               | d                                                                               | e                                                                               | f                                                                               | g                                                                               | h                                                                               |   |
| 8 | c5 re del nero · b3 pedone del bianco · d3 pedone del bianco · h1 re del bianco | c5 re del nero · b3 pedone del bianco · d3 pedone del bianco · h1 re del bianco | c5 re del nero · b3 pedone del bianco · d3 pedone del bianco · h1 re del bianco | c5 re del nero · b3 pedone del bianco · d3 pedone del bianco · h1 re del bianco | c5 re del nero · b3 pedone del bianco · d3 pedone del bianco · h1 re del bianco | c5 re del nero · b3 pedone del bianco · d3 pedone del bianco · h1 re del bianco | c5 re del nero · b3 pedone del bianco · d3 pedone del bianco · h1 re del bianco | c5 re del nero · b3 pedone del bianco · d3 pedone del bianco · h1 re del bianco | 8 |
| 7 | c5 re del nero · b3 pedone del bianco · d3 pedone del bianco · h1 re del bianco | c5 re del nero · b3 pedone del bianco · d3 pedone del bianco · h1 re del bianco | c5 re del nero · b3 pedone del bianco · d3 pedone del bianco · h1 re del bianco | c5 re del nero · b3 pedone del bianco · d3 pedone del bianco · h1 re del bianco | c5 re del nero · b3 pedone del bianco · d3 pedone del bianco · h1 re del bianco | c5 re del nero · b3 pedone del bianco · d3 pedone del bianco · h1 re del bianco | c5 re del nero · b3 pedone del bianco · d3 pedone del bianco · h1 re del bianco | c5 re del nero · b3 pedone del bianco · d3 pedone del bianco · h1 re del bianco | 7 |
| 6 | c5 re del nero · b3 pedone del bianco · d3 pedone del bianco · h1 re del bianco | c5 re del nero · b3 pedone del bianco · d3 pedone del bianco · h1 re del bianco | c5 re del nero · b3 pedone del bianco · d3 pedone del bianco · h1 re del bianco | c5 re del nero · b3 pedone del bianco · d3 pedone del bianco · h1 re del bianco | c5 re del nero · b3 pedone del bianco · d3 pedone del bianco · h1 re del bianco | c5 re del nero · b3 pedone del bianco · d3 pedone del bianco · h1 re del bianco | c5 re del nero · b3 pedone del bianco · d3 pedone del bianco · h1 re del bianco | c5 re del nero · b3 pedone del bianco · d3 pedone del bianco · h1 re del bianco | 6 |
| 5 | c5 re del nero · b3 pedone del bianco · d3 pedone del bianco · h1 re del bianco | c5 re del nero · b3 pedone del bianco · d3 pedone del bianco · h1 re del bianco | c5 re del nero · b3 pedone del bianco · d3 pedone del bianco · h1 re del bianco | c5 re del nero · b3 pedone del bianco · d3 pedone del bianco · h1 re del bianco | c5 re del nero · b3 pedone del bianco · d3 pedone del bianco · h1 re del bianco | c5 re del nero · b3 pedone del bianco · d3 pedone del bianco · h1 re del bianco | c5 re del nero · b3 pedone del bianco · d3 pedone del bianco · h1 re del bianco | c5 re del nero · b3 pedone del bianco · d3 pedone del bianco · h1 re del bianco | 5 |
| 4 | c5 re del nero · b3 pedone del bianco · d3 pedone del bianco · h1 re del bianco | c5 re del nero · b3 pedone del bianco · d3 pedone del bianco · h1 re del bianco | c5 re del nero · b3 pedone del bianco · d3 pedone del bianco · h1 re del bianco | c5 re del nero · b3 pedone del bianco · d3 pedone del bianco · h1 re del bianco | c5 re del nero · b3 pedone del bianco · d3 pedone del bianco · h1 re del bianco | c5 re del nero · b3 pedone del bianco · d3 pedone del bianco · h1 re del bianco | c5 re del nero · b3 pedone del bianco · d3 pedone del bianco · h1 re del bianco | c5 re del nero · b3 pedone del bianco · d3 pedone del bianco · h1 re del bianco | 4 |
| 3 | c5 re del nero · b3 pedone del bianco · d3 pedone del bianco · h1 re del bianco | c5 re del nero · b3 pedone del bianco · d3 pedone del bianco · h1 re del bianco | c5 re del nero · b3 pedone del bianco · d3 pedone del bianco · h1 re del bianco | c5 re del nero · b3 pedone del bianco · d3 pedone del bianco · h1 re del bianco | c5 re del nero · b3 pedone del bianco · d3 pedone del bianco · h1 re del bianco | c5 re del nero · b3 pedone del bianco · d3 pedone del bianco · h1 re del bianco | c5 re del nero · b3 pedone del bianco · d3 pedone del bianco · h1 re del bianco | c5 re del nero · b3 pedone del bianco · d3 pedone del bianco · h1 re del bianco | 3 |
| 2 | c5 re del nero · b3 pedone del bianco · d3 pedone del bianco · h1 re del bianco | c5 re del nero · b3 pedone del bianco · d3 pedone del bianco · h1 re del bianco | c5 re del nero · b3 pedone del bianco · d3 pedone del bianco · h1 re del bianco | c5 re del nero · b3 pedone del bianco · d3 pedone del bianco · h1 re del bianco | c5 re del nero · b3 pedone del bianco · d3 pedone del bianco · h1 re del bianco | c5 re del nero · b3 pedone del bianco · d3 pedone del bianco · h1 re del bianco | c5 re del nero · b3 pedone del bianco · d3 pedone del bianco · h1 re del bianco | c5 re del nero · b3 pedone del bianco · d3 pedone del bianco · h1 re del bianco | 2 |
| 1 | c5 re del nero · b3 pedone del bianco · d3 pedone del bianco · h1 re del bianco | c5 re del nero · b3 pedone del bianco · d3 pedone del bianco · h1 re del bianco | c5 re del nero · b3 pedone del bianco · d3 pedone del bianco · h1 re del bianco | c5 re del nero · b3 pedone del bianco · d3 pedone del bianco · h1 re del bianco | c5 re del nero · b3 pedone del bianco · d3 pedone del bianco · h1 re del bianco | c5 re del nero · b3 pedone del bianco · d3 pedone del bianco · h1 re del bianco | c5 re del nero · b3 pedone del bianco · d3 pedone del bianco · h1 re del bianco | c5 re del nero · b3 pedone del bianco · d3 pedone del bianco · h1 re del bianco | 1 |
|   | a                                                                               | b                                                                               | c                                                                               | d                                                                               | e                                                                               | f                                                                               | g                                                                               | h                                                                               |   |

Un'applicazione particolare della regola del quadrato è nella posizione del diagramma a destra, in cui il Bianco dispone di due pedoni ma il suo re ne è lontano. Il Bianco vince sia che abbia la mossa sia che tocchi al Nero: quest'ultimo infatti può soltanto o arretrare il re (permettendo al re di avvicinarsi) oppure avvicinarsi ad uno dei due pedoni: ma se, ad esempio, 1...Rb4, il Bianco può giocare 2.d4!, impedendo al Nero di catturare in b3 pena l'uscita dal quadrato. Il Nero deve quindi arretrare, permettendo al Bianco, alternativamente, di avanzare i propri pedoni e di avvicinare il re.